# Список робіт Оскара Німейєра
Список споруд бразильського архітектора Оскара Німейєра — приблизно 600 проєктів, автором яких є Німейєр

## Ранні роботи (1930-ті)

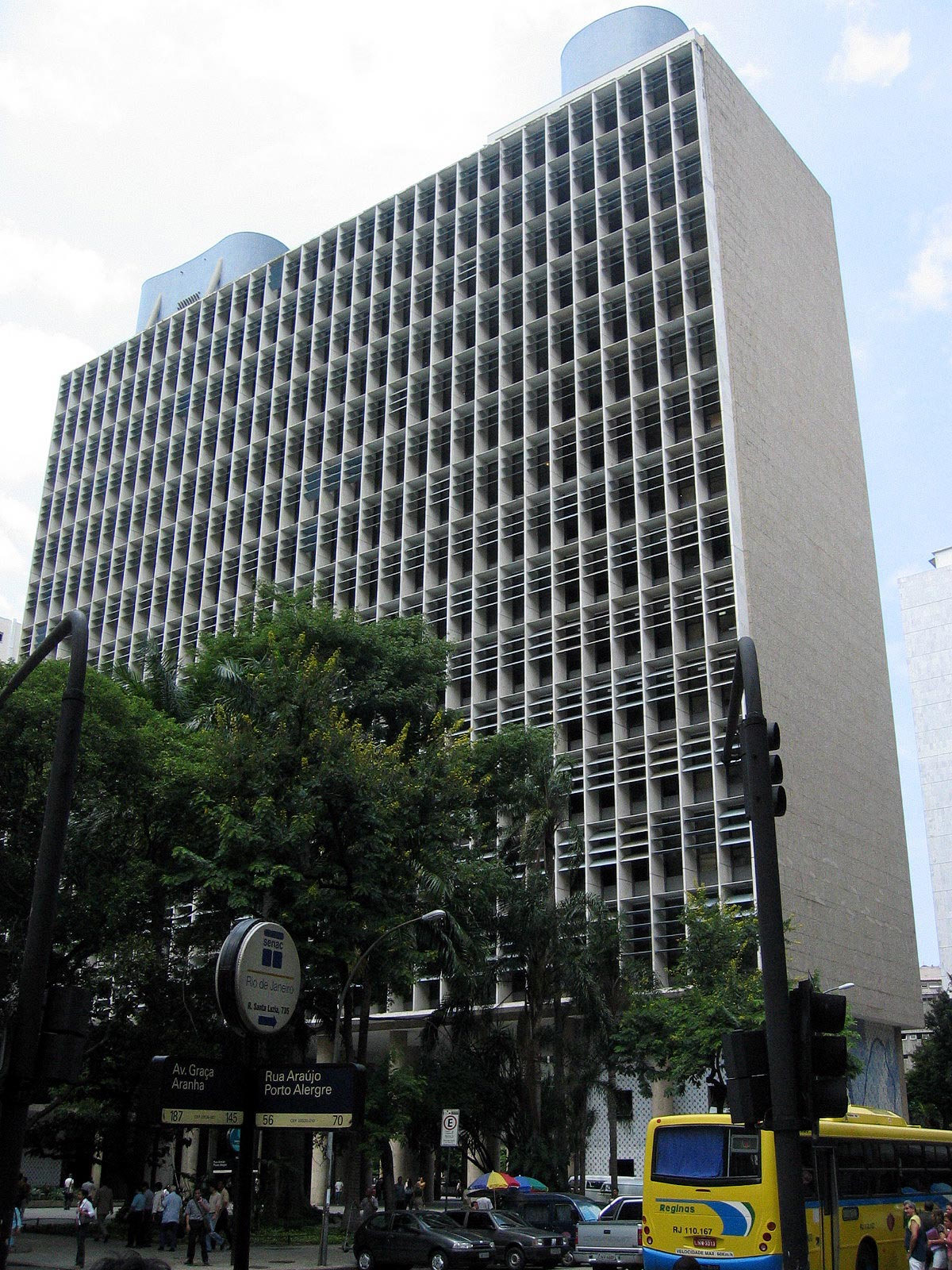
Палац Густаво Капанема, Ріо-де-Жанейро, 1936 рік

Ранні роботи є внеском у проєкти відомих архітекторів
- 1936 — Палац Густаво Капанема, Міністерство освіти та охорони здоров'я, Ріо-де-Жанейро — сприяв проекту Ле Корбюзьє.
- 1937 — Associação Beneficente Obra do Berço (Асоціація благодійної діяльності)
- 1938 — Grande Hotel of Ouro Preto
- 1939 — павільйон Бразилії на Всесвітній виставці в Нью-Йорку 1939 року — внесок у проект Lucio Costa.

## 1940-1950-ті роки
- 1940 — Церква Святого Франциска Ассізького та інші будівлі в Пампулї в Белу-Орізонті, південно-східна Бразилія.
- 1946 — Штаб-квартира Banco Boavista в Канделарії, Ріо-де-Жанейро.
- 1946 — Одеський коледж
- 1947 — Штаб- квартира ООН у Нью-Йорку .
- 1947 — Centro Técnico Aeroespacial в São José dos Campos, SP
- 1951 — Парк Ібірапуера
- 1951 — JK Building (Жуселіно Кубічек).
- 1951 — Edifício Copan (будівля Copan) 38-поверховий житловий будинок у Сан-Паулу, Бразилія.
- 1952 — Casa das Canoas — особистий будинок Німейєра в Каноасі, Ріо-де-Жанейро.
- 1954 — Резиденція Каваналеса
- 1954 — Музей сучасного мистецтва в Каракасі (Museo de Arte Moderno de Caracas) (незбудований)
- 1954 — Проект будівель, частина реконструкції Берліна.
- 1954 — Будівля Монреаля у Сан-Паулу.
- 1955 — Будівля Каліфорнії у центрі Сан-Паулу (разом з Карлосом Лемосом).
- 1955 — Будівля трикутника у Сан-Паулу.
- 1956 — Ейфелева будівля, розташована на площі Республіки, Сан-Паулу.
- 1956 — тимчасова резиденція президента
- 1957 — Будівля у центрі міста Кампінас, штат Сан-Паулу
- 1958 — Лікарня, побудована в Лагоа, Ріо-де-Жанейро .

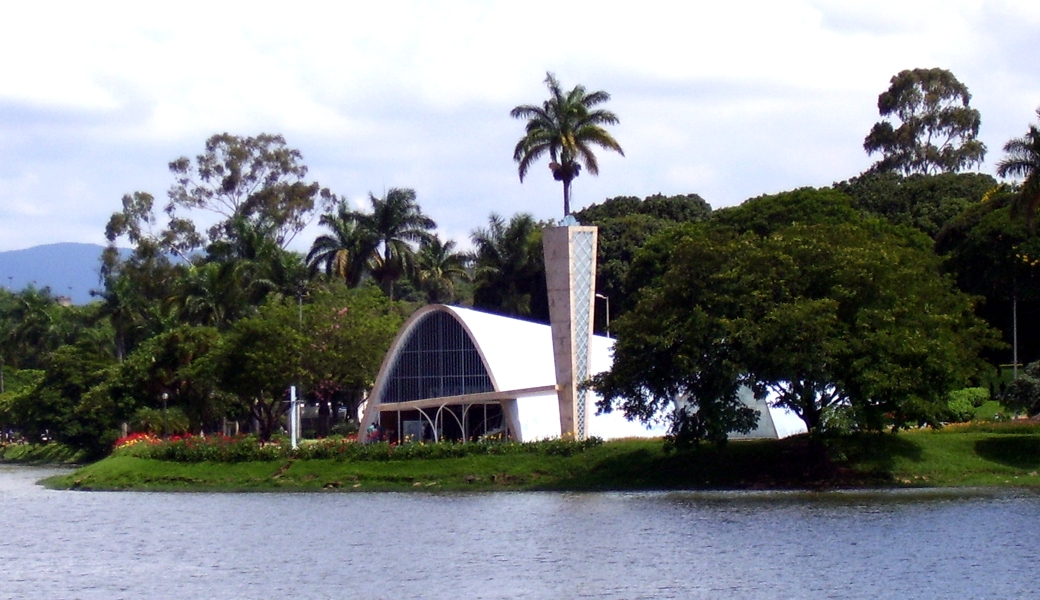
Церква Святого Франциска Ассізького, 1940 рік
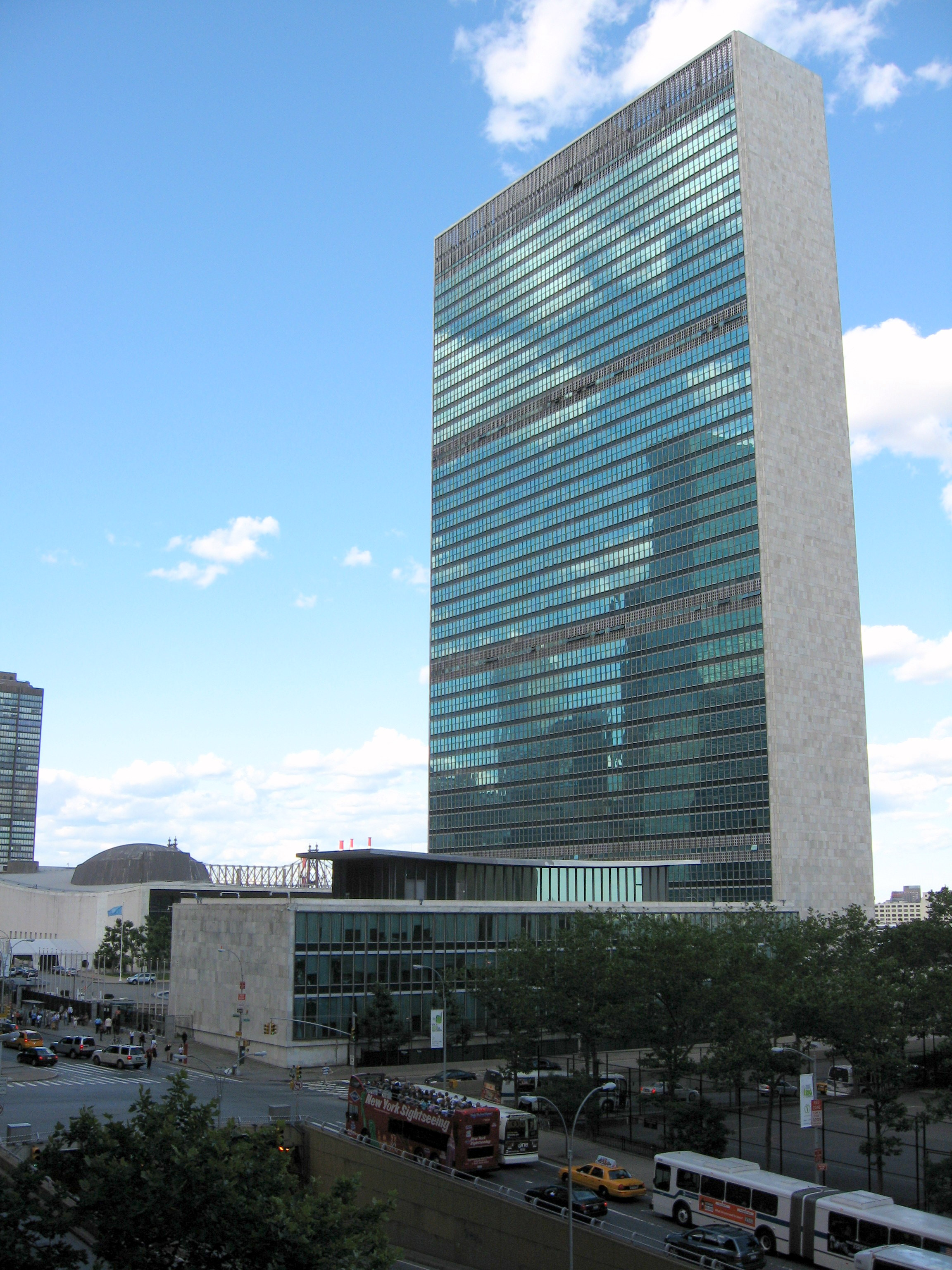
Вид з Першої авеню на бібліотеку, Секретаріат і Генеральну Асамблею, 1947 рік
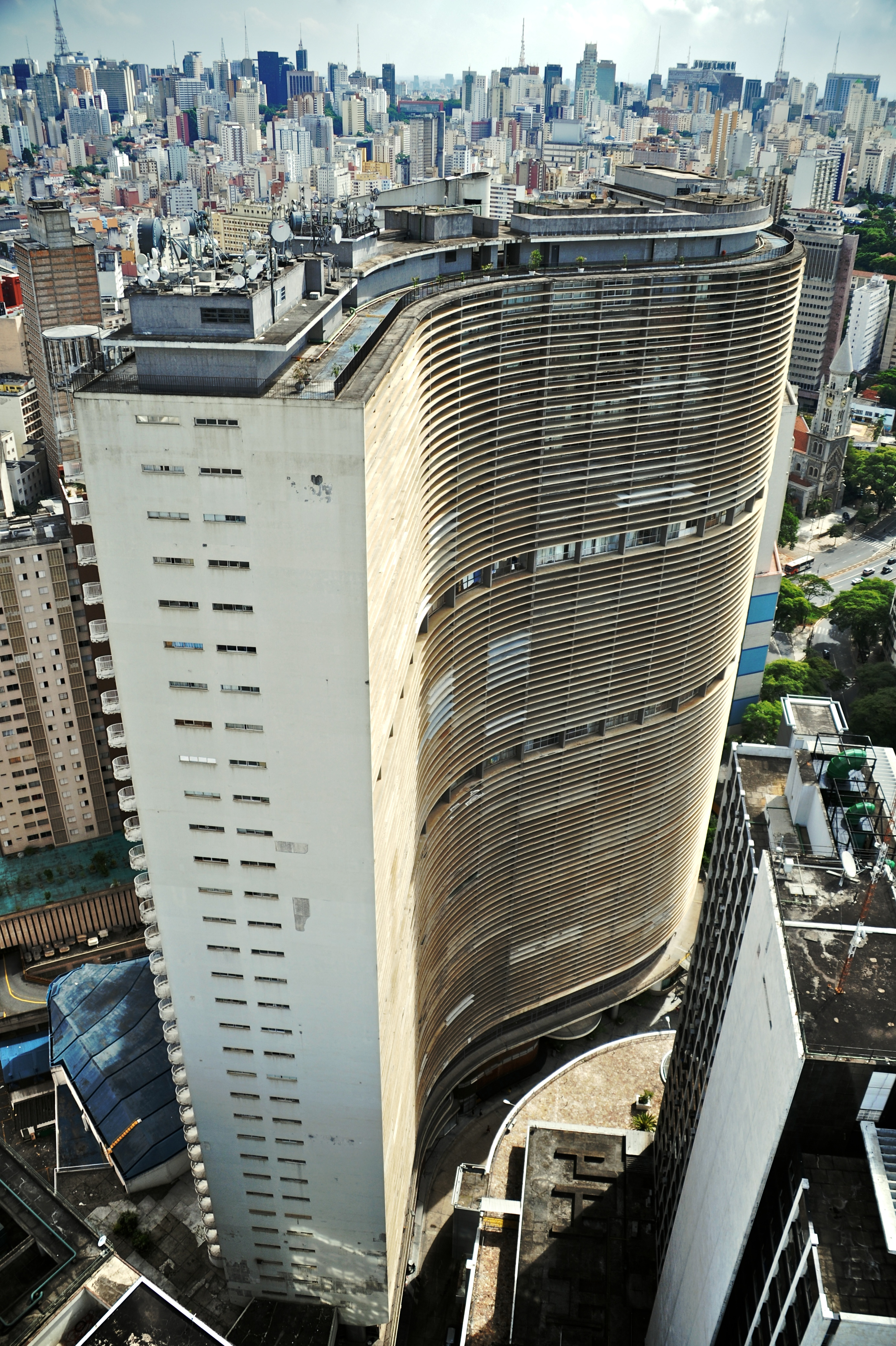
Едіфісіо Копан, Сан-Паулу, 1951 рік
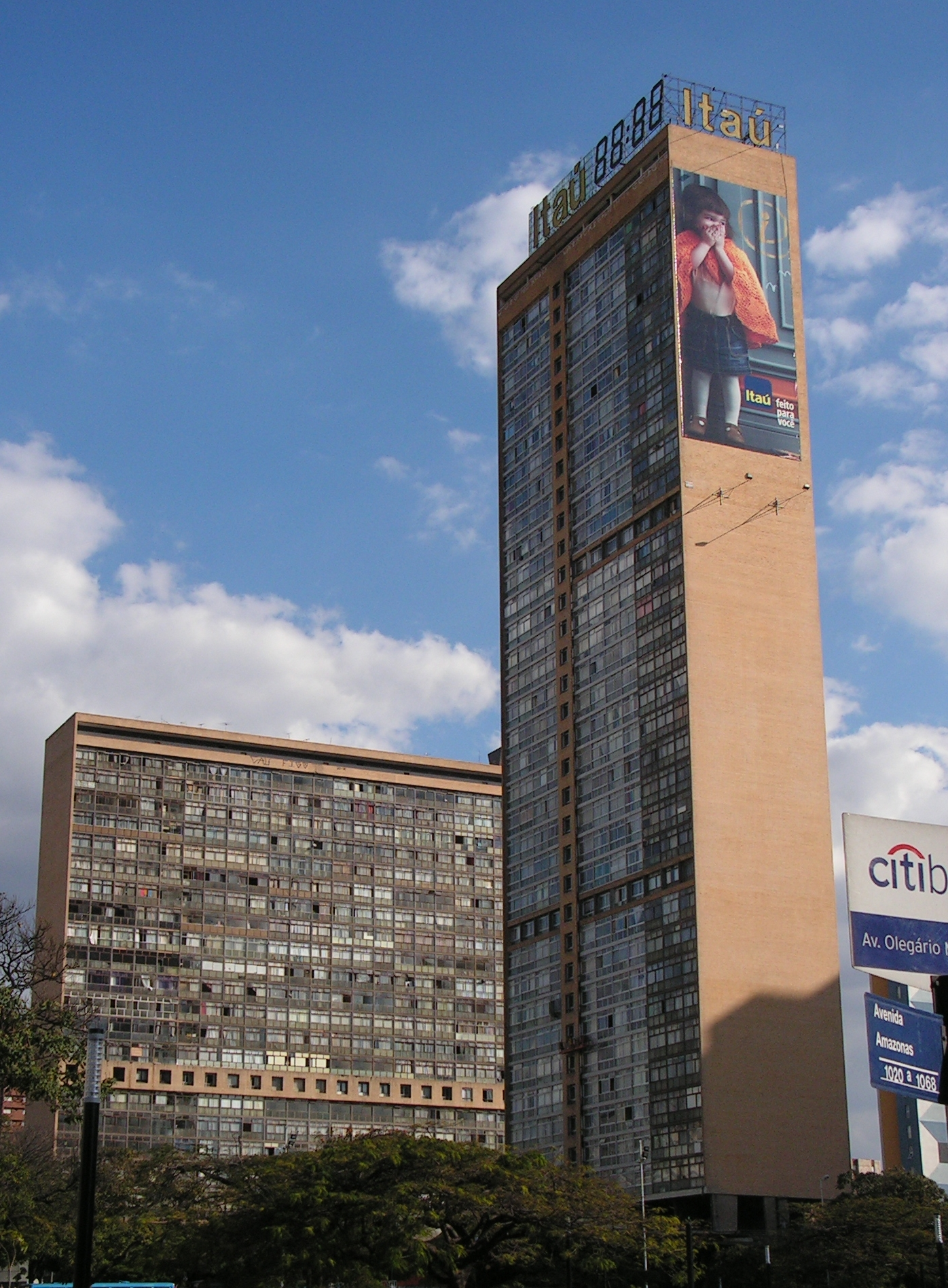
JK Building, Белу-Оризонті, 1951 рік
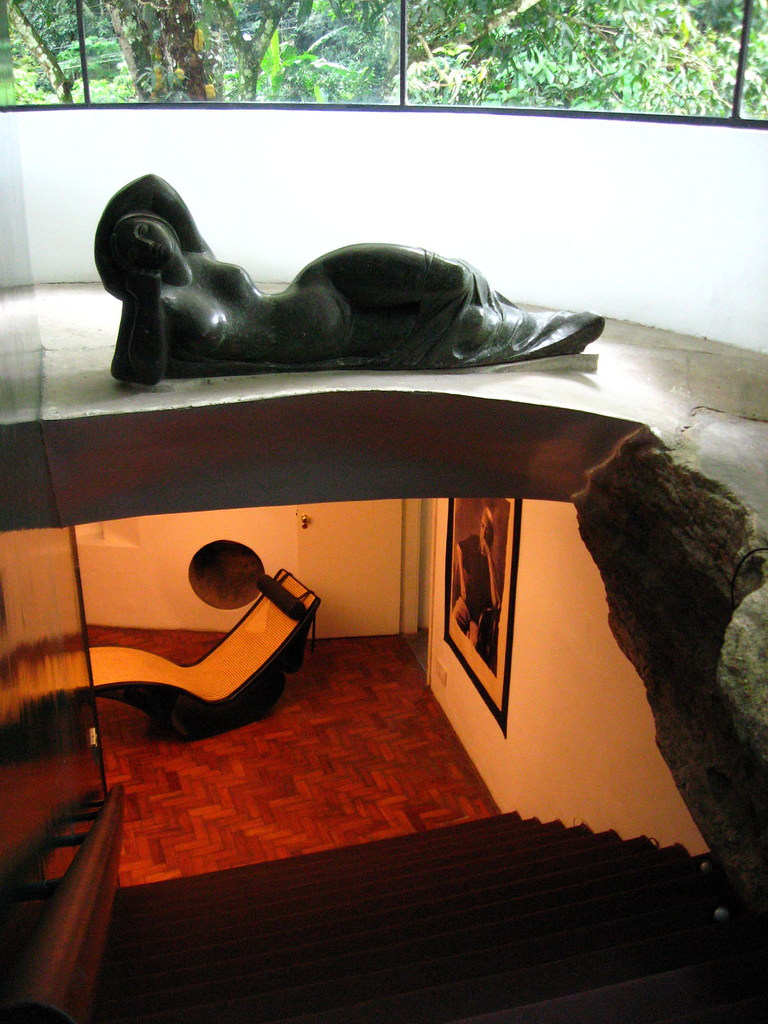
Casa das Canoas, Ріо-де-Жанейро, 1952 рік
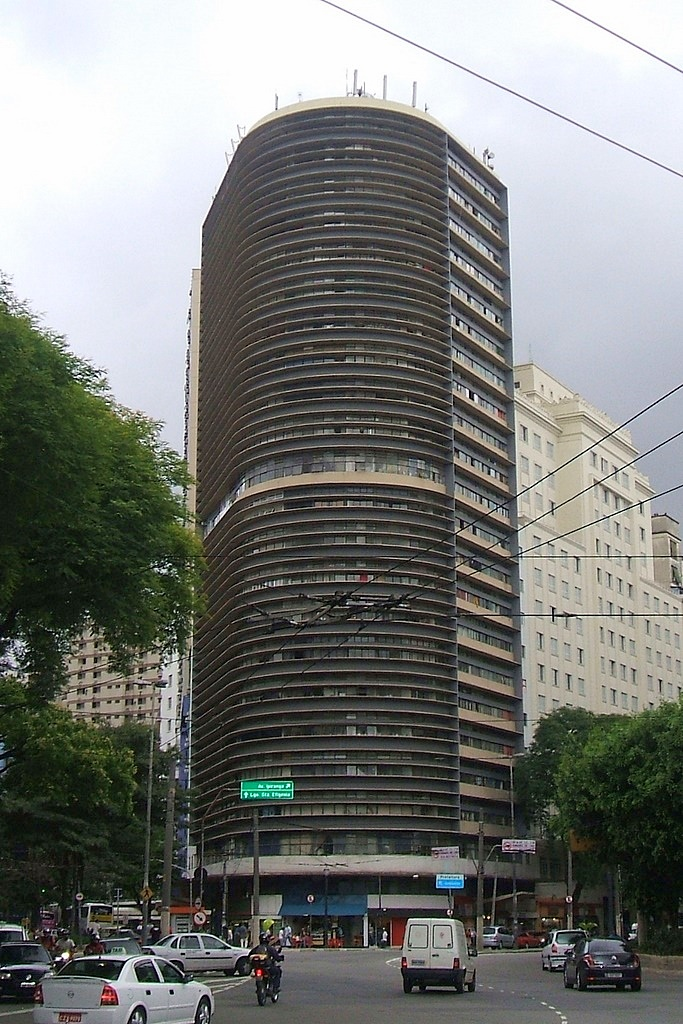
Будівля Монреаля, Сан-Паулу, 1954 рік
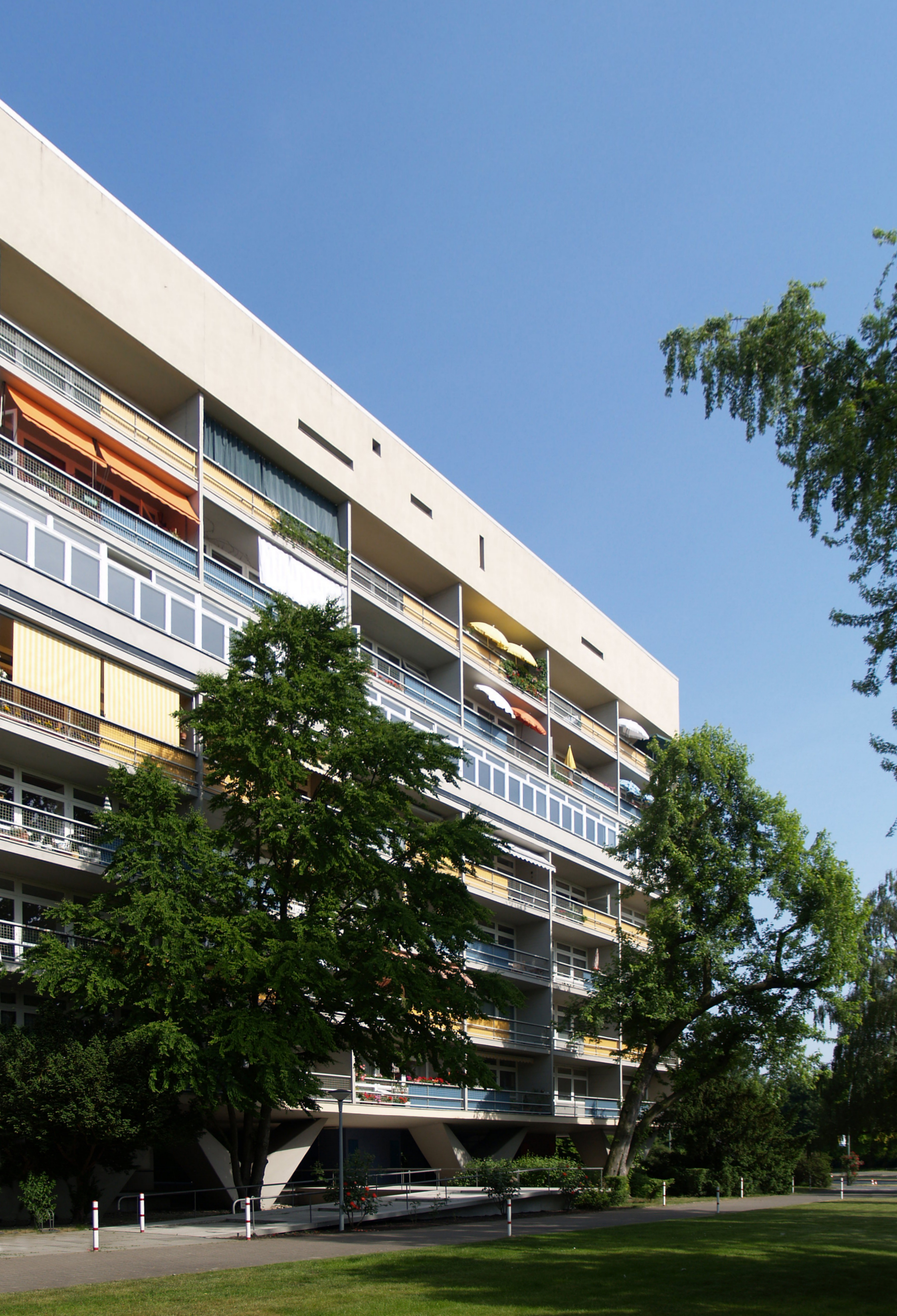
Житловий будинок Interbau в Hansaviertel, Берлін, 1954 рік
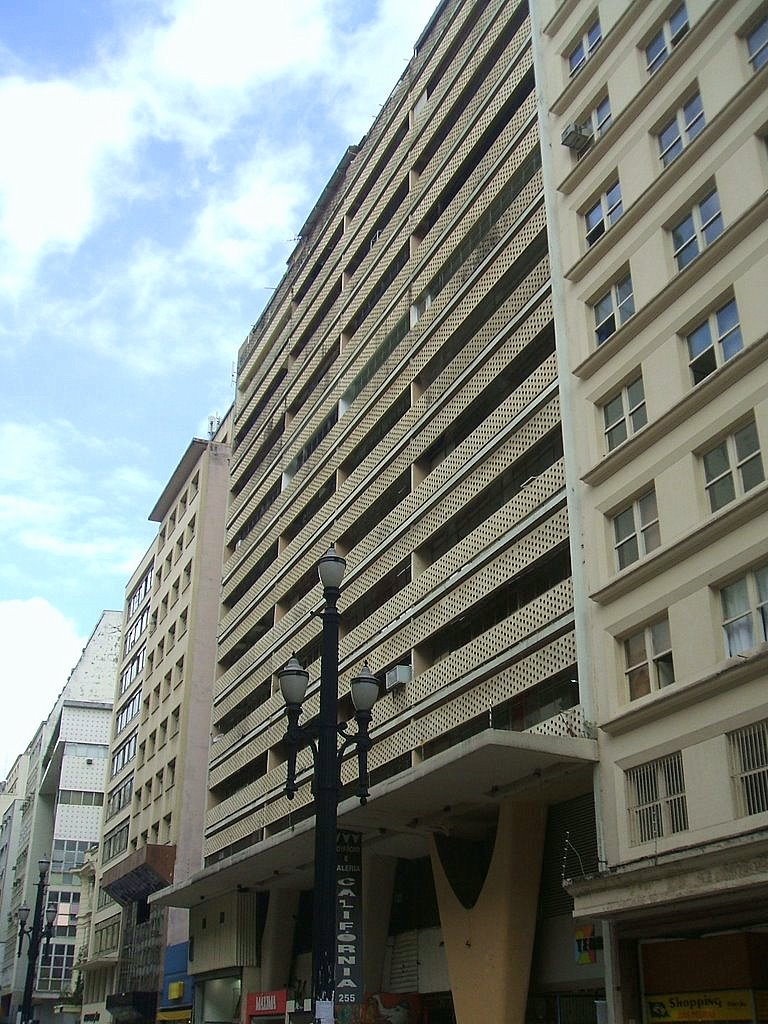
Edifício Califórnia, Сан-Паулу, 1955 рік
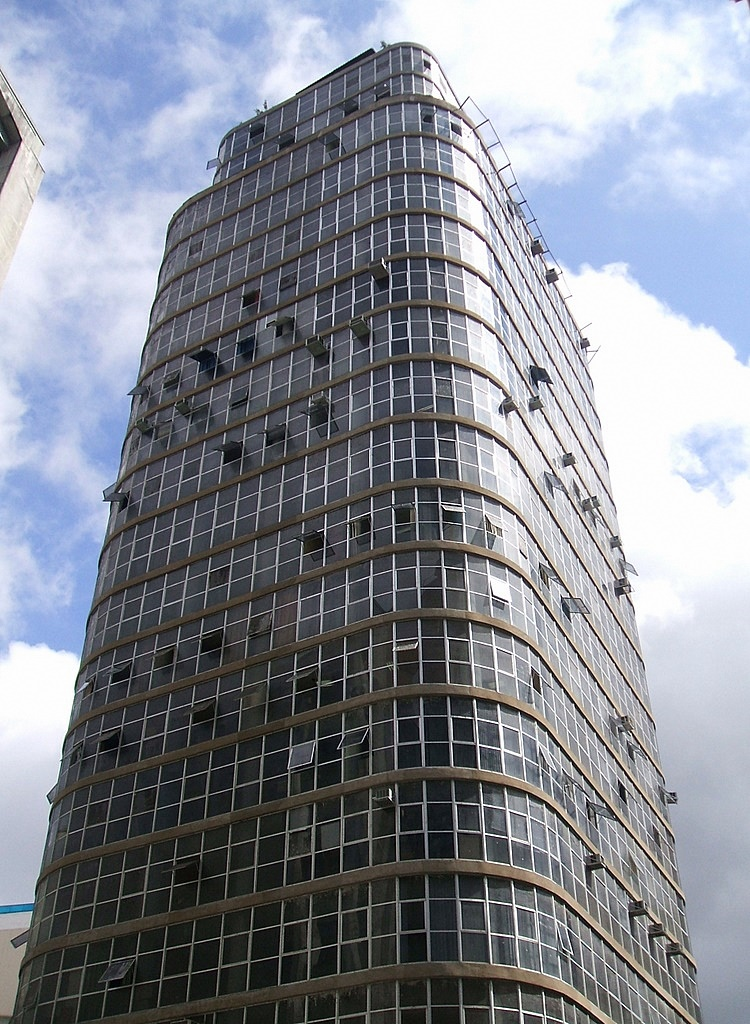
Будинок Триангуло, Сан-Паулу, 1955 рік
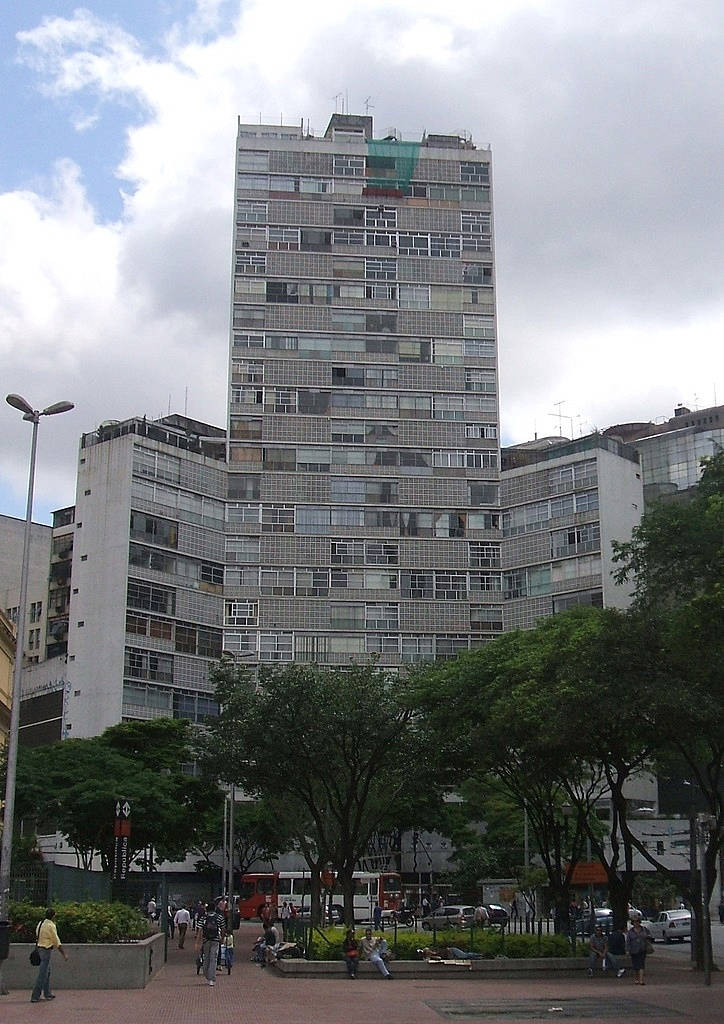
Будівля Ейфеля, Сан-Паулу, 1956 рік
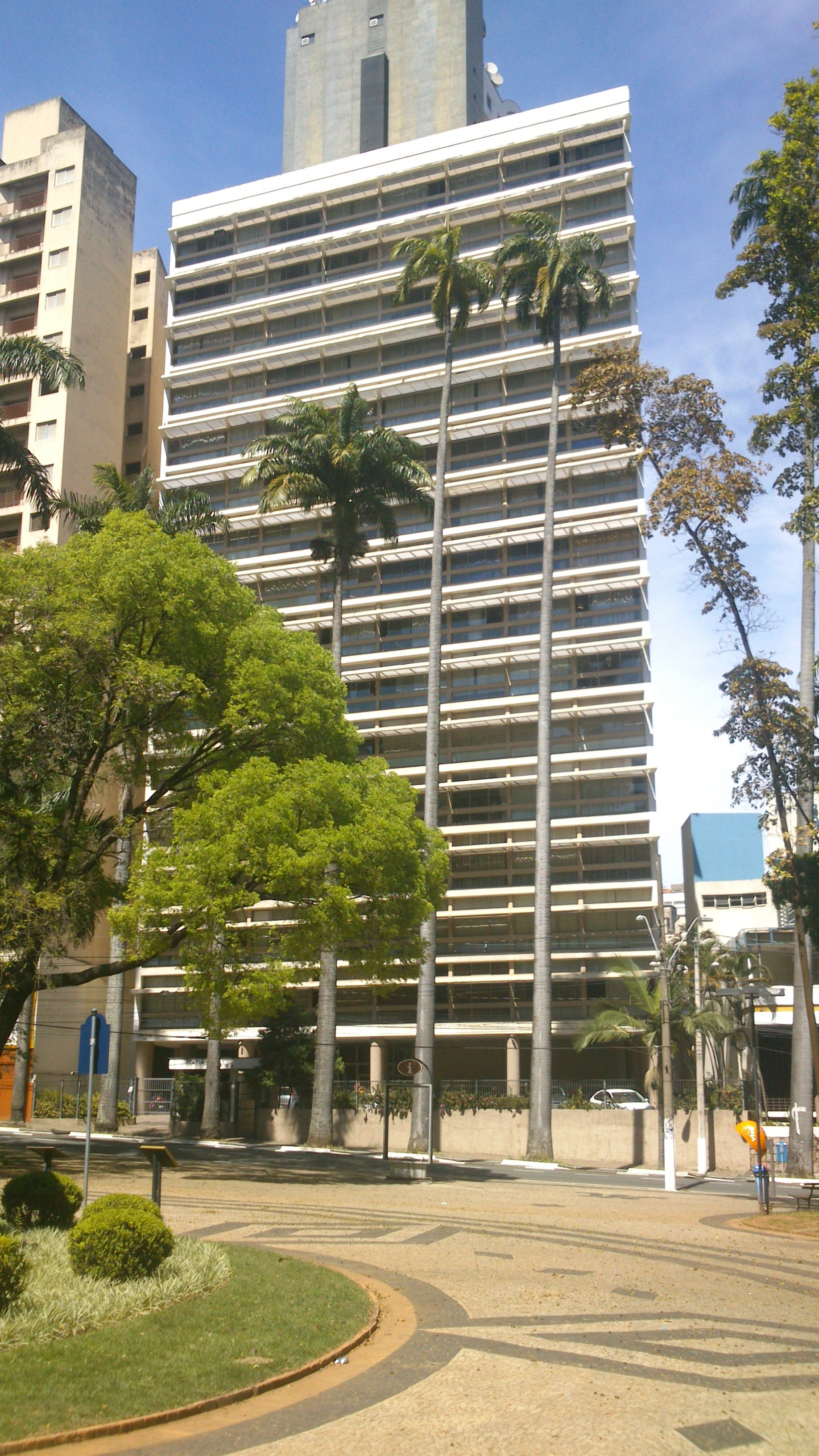
Edifício Itatiaia, Кампінас, 1957

## Будівлі в Бразиліа
- 1957 — Палац Альворада, Президентська резиденція.
- 1958 — Кафедральний собор Бразиліа
- 1958 — Церква Богоматері Фатімської (
- 1958 — Національний конгрес Бразилії
- 1958 — Вищий федеральний трибунал
- 1958 — (Палац нагір'я) Президентський офіс.
- 1958 — Національний театр Клаудіо Санторо
- 1959 — Палац Джабіру Резиденція віце-президента.
- 1960 — Площа трьох сил
- 1962 — Міністерство закордонних справ
- 1962 — Міністерство юстиції
- 1962 — Центральний інститут науки
- 1985 — Пантеон Вітчизни та Свободи
- 1987 — Меморіал аборигенів
- 1995 — Вищий суд правосуддя.
- 2002 — Офіс генерального прокурора .
- 2006 — Культурний комплекс Республіки
- 2012 — Цифрова телевізійна вежа Бразиліа

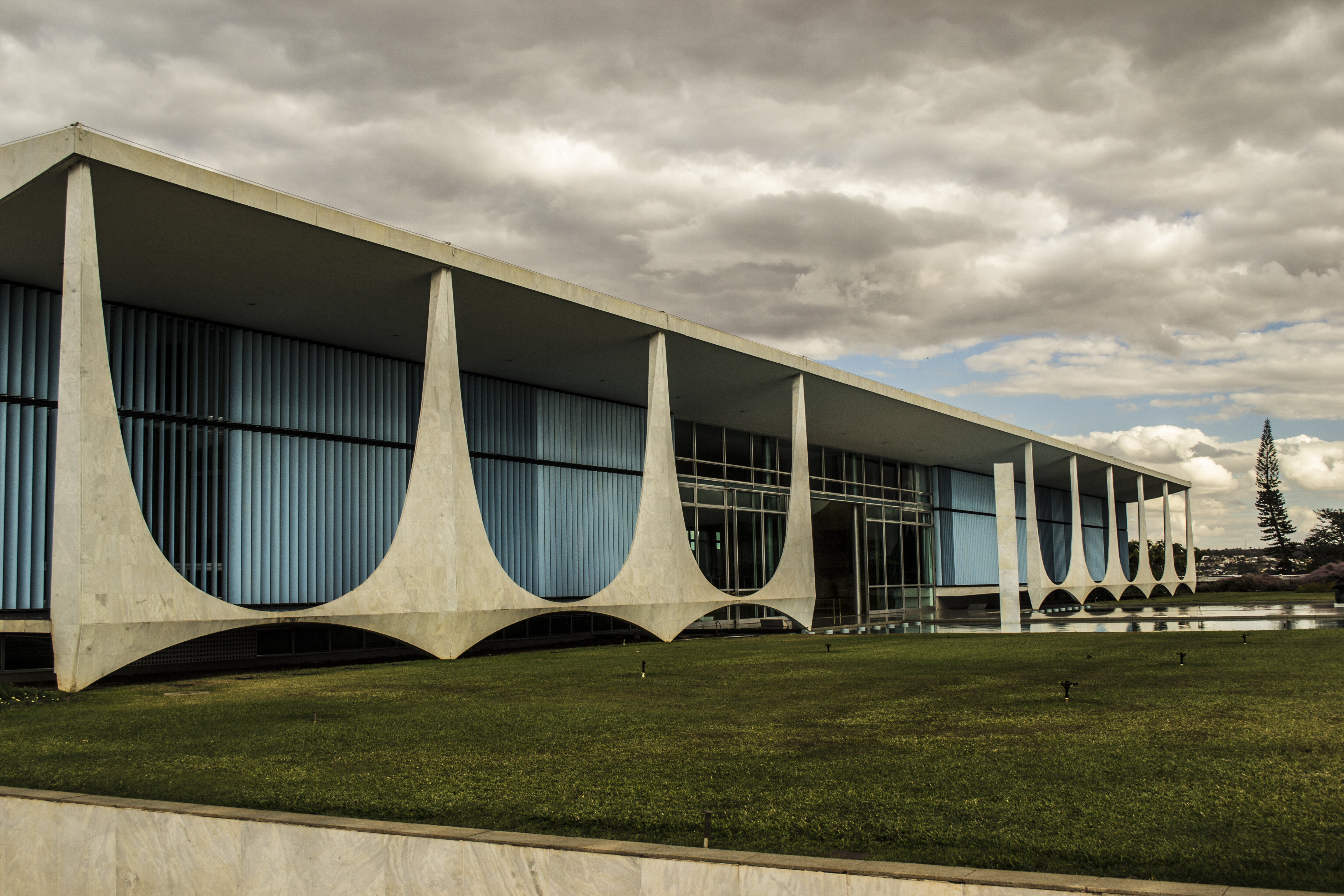
Палац Алворада, президентська резиденція, 1957 рік
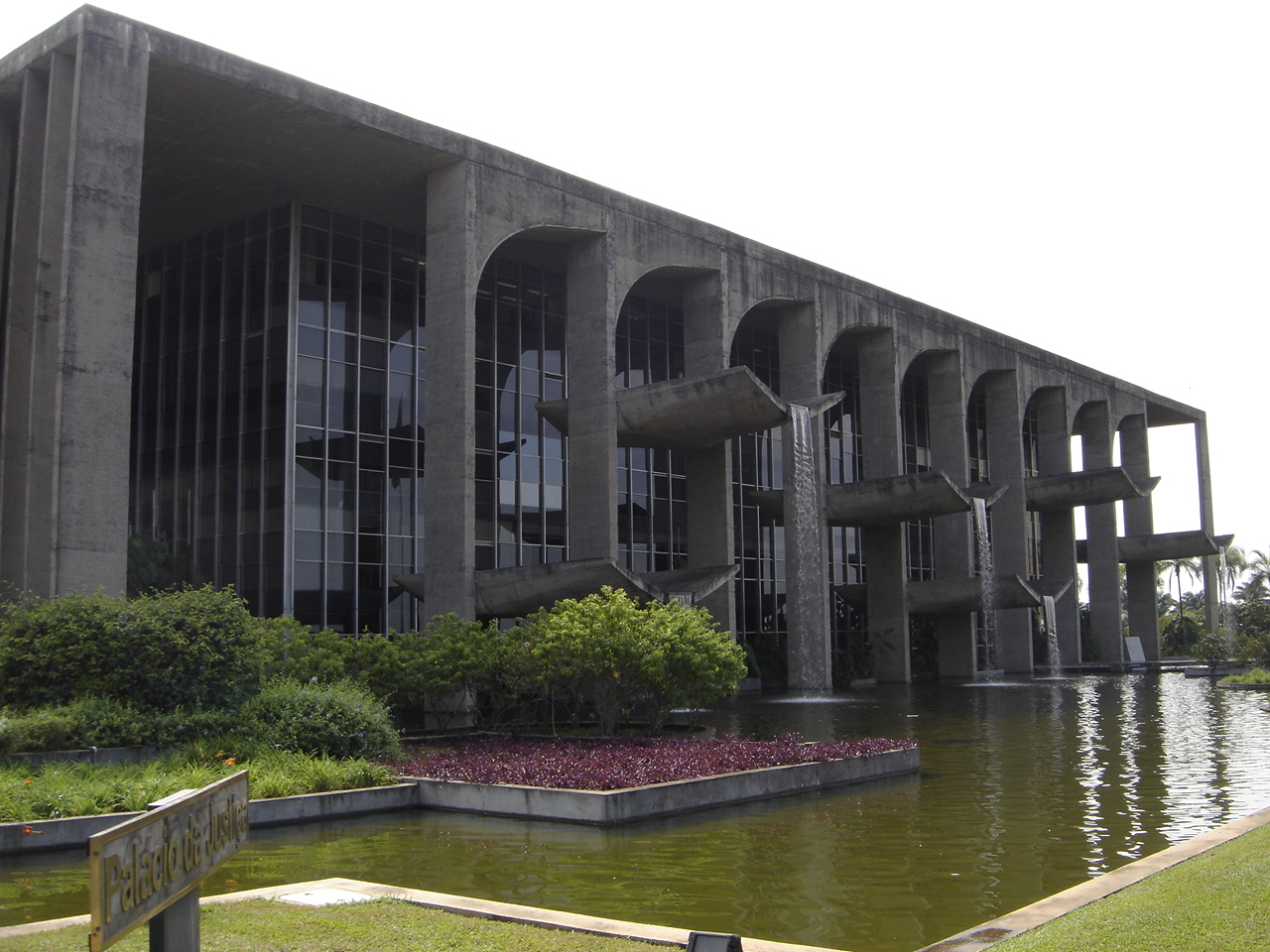
Palacio da Justiça (Міністерство юстиції), 1962 рік
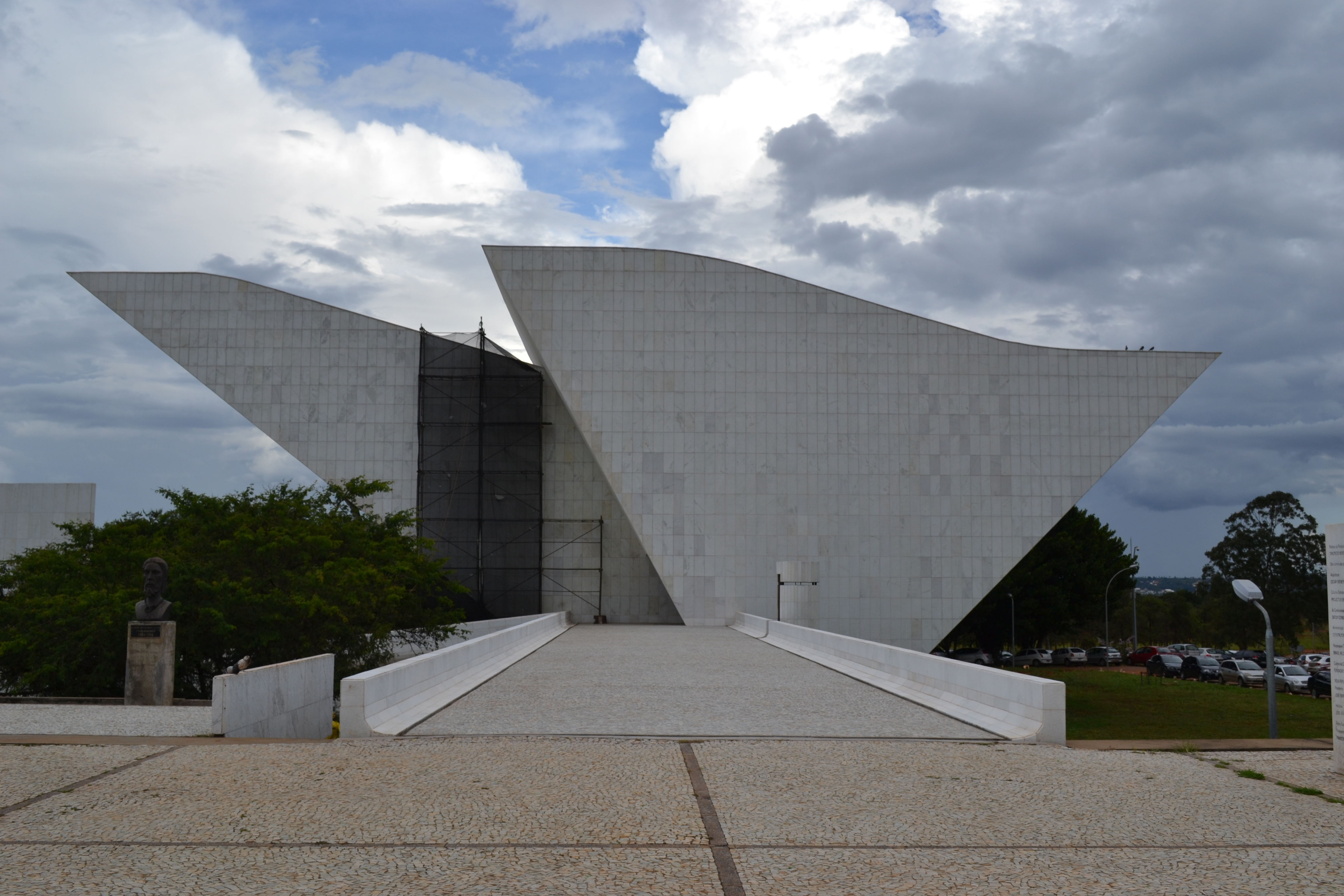
Panteão da Pátria e da Liberdade Tancredo Neves (під час реставрації у квітні 2012 р.), 1985 р.
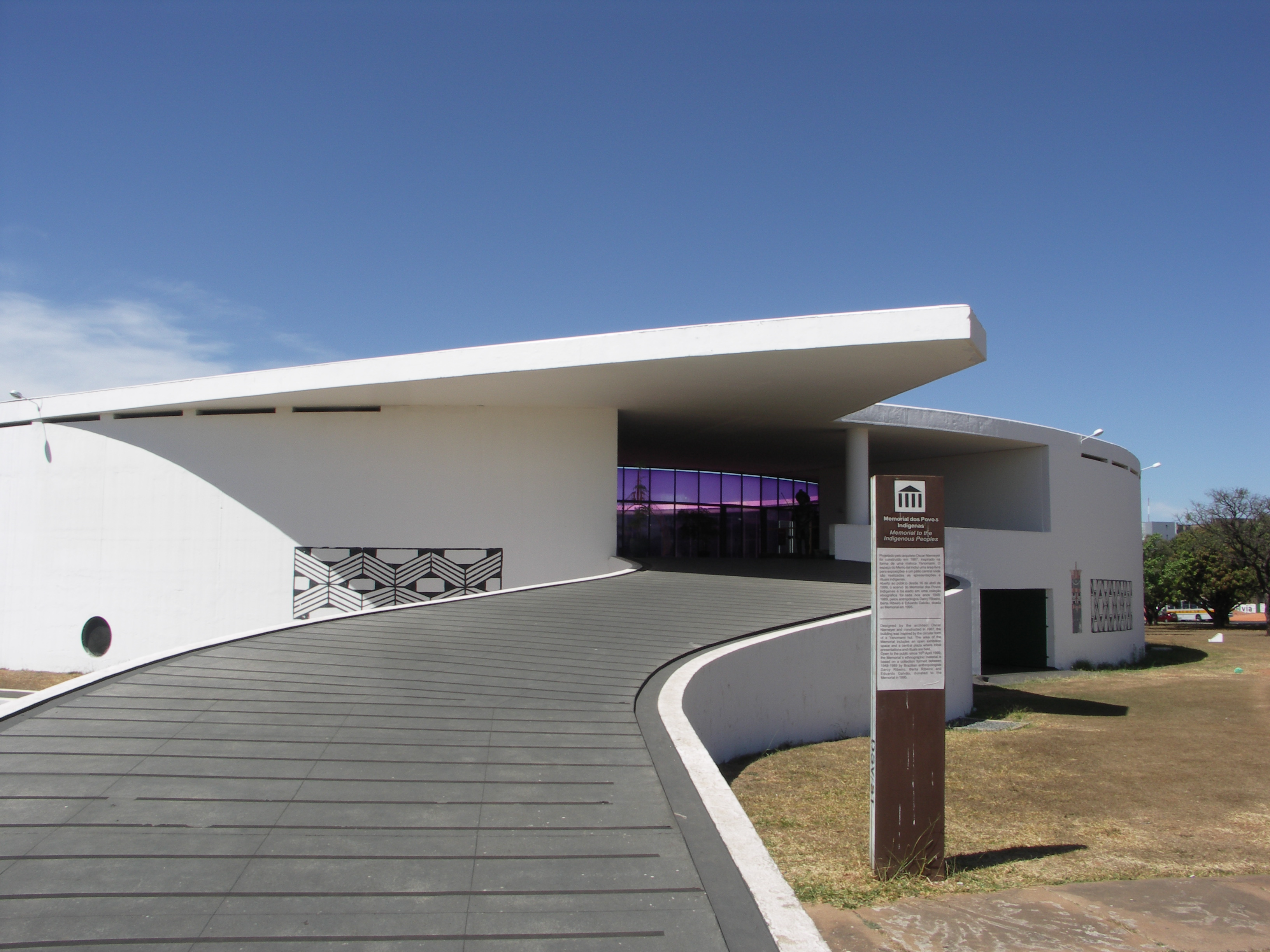
Memorial dos Povos Indígena (Меморіал аборигенів), 1987
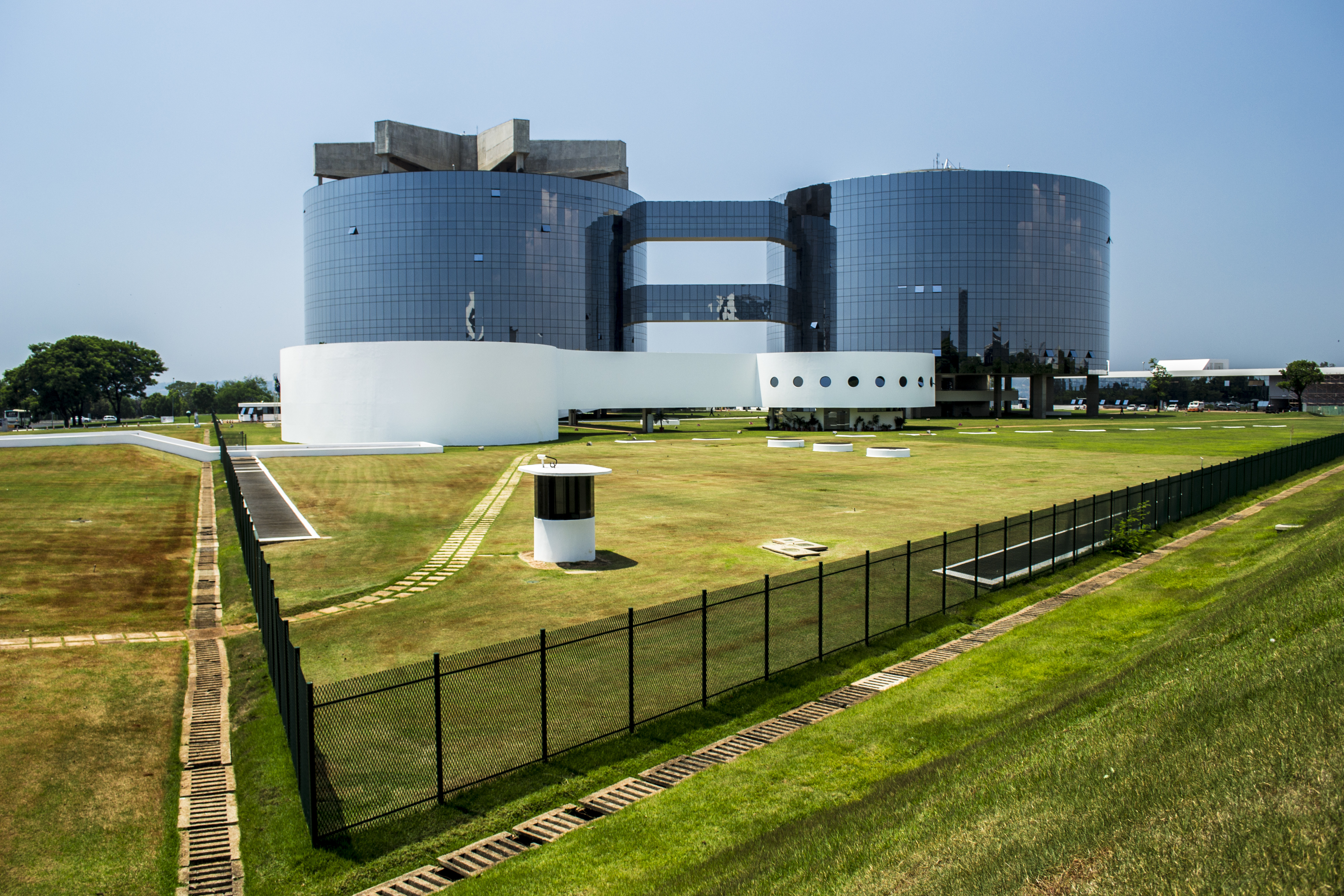
Sede da Procuradoria Geral da República Brasileira (Генеральна прокуратура), 2002
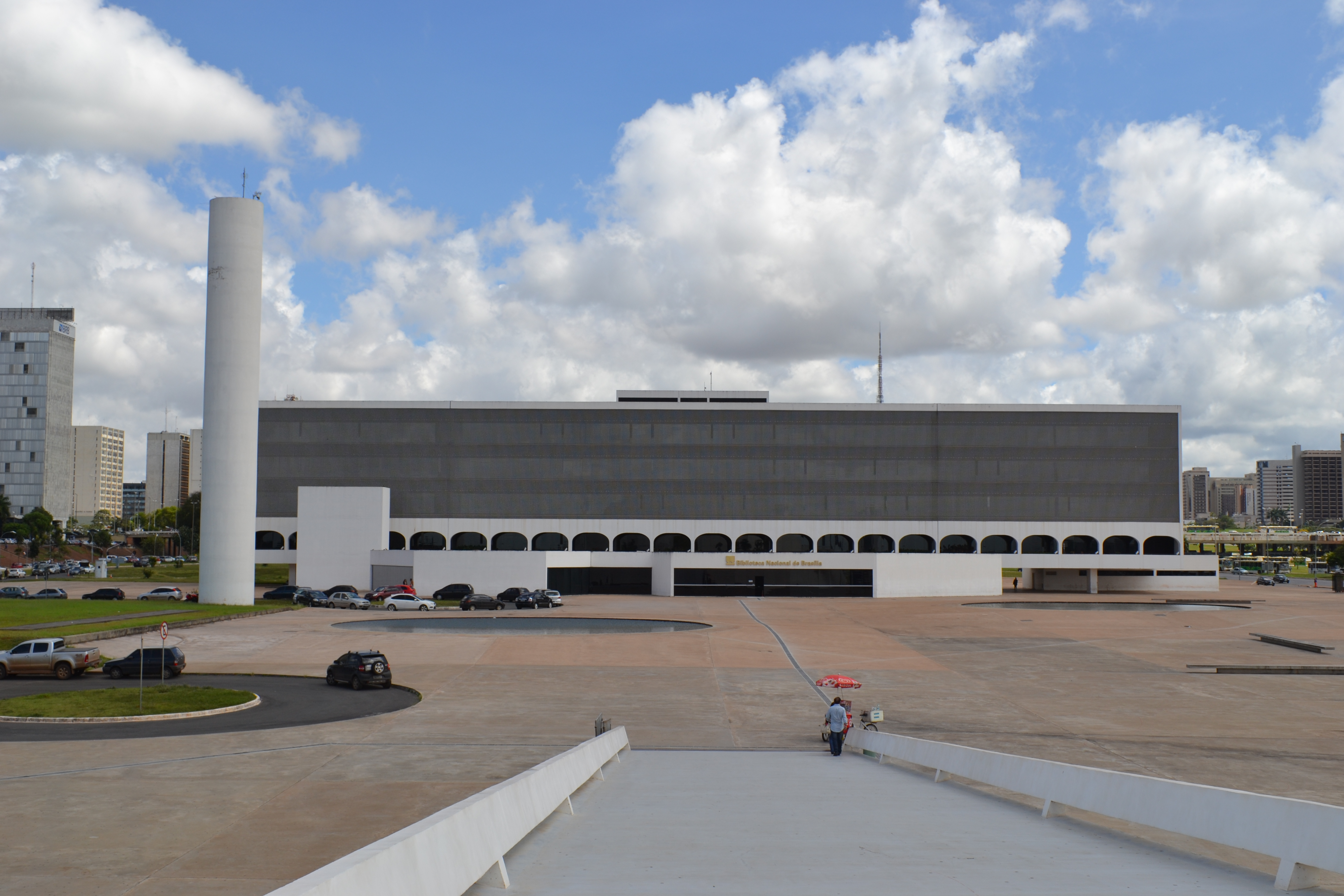
Biblioteca Nacional Leonel de Moura Brizola (Національна бібліотека Бразиліа), 2006
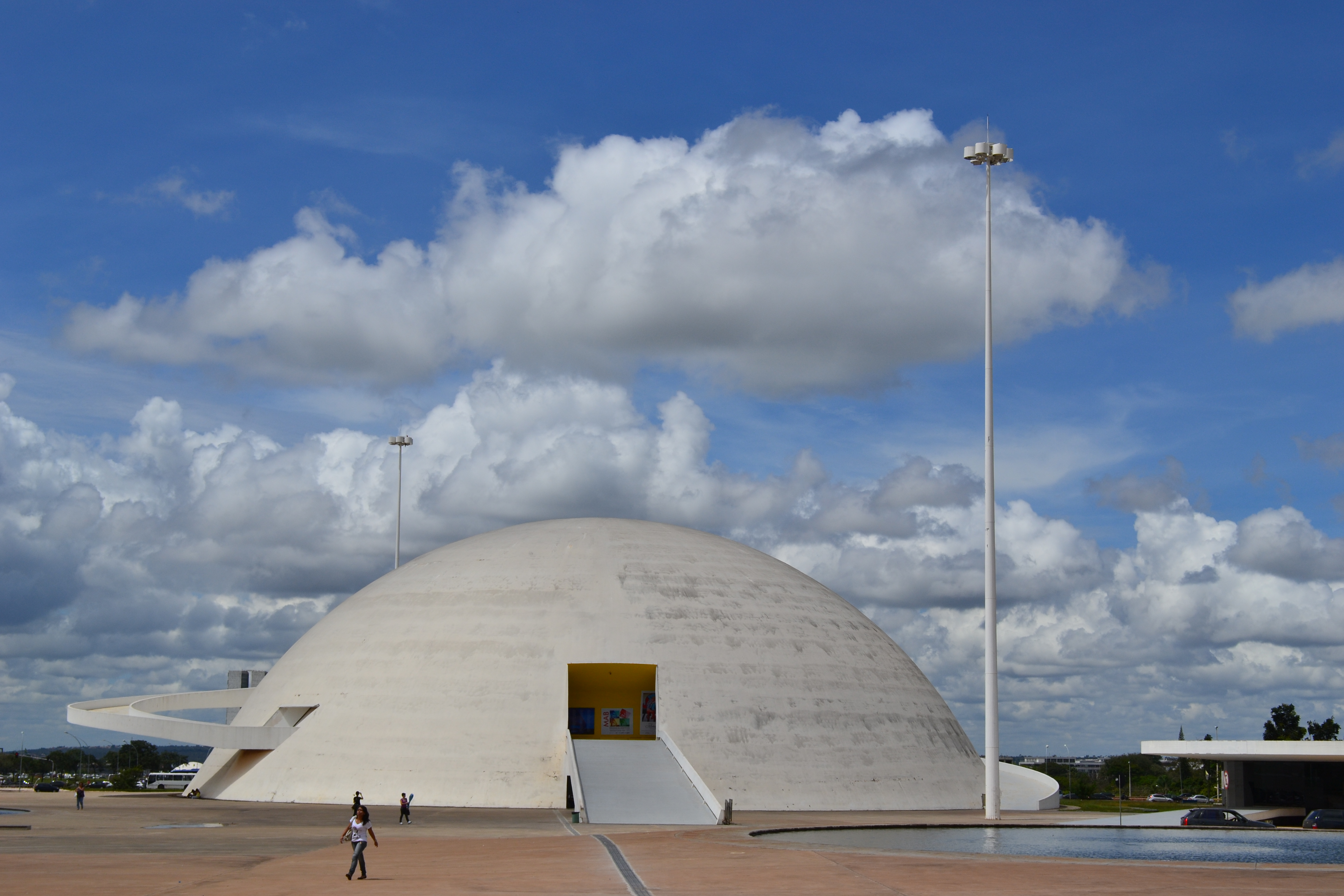
Museu Nacional Honestino Guimarães (Національний музей Honestino Guimarães, 2006
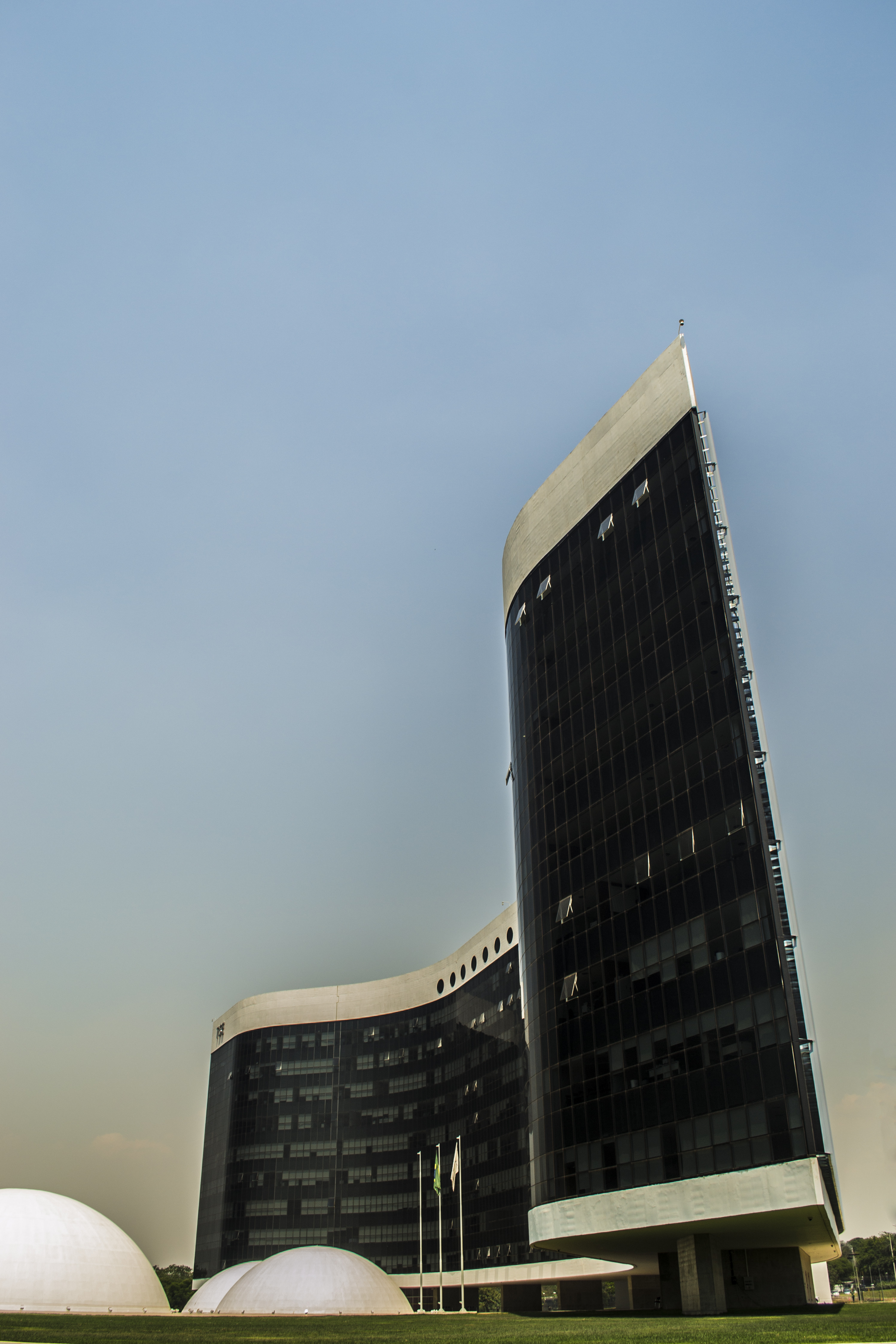
Трибунал Superior Eleitoral, 2011

## Роки заслання (1965–85)
- 1962 р. — Міжнародний ярмарок і постійна виставкова зала, Ліван).
- 1963 — Хайфський університет, Ізраїль.
- 1965 — Штаб-квартира Французької комуністичної партії (ФКП) у Парижі.
- 1968 — штаб-квартира видавництва Mondadori, Італія.
- 1968 — Громадський центр Алжиру
- 1968 — Мечеть Алжиру
- 1969 — Університет науки і техніки — Хуарі Бумедієн в Алжирі.
- 1969 — Університет Костянтина в Константіні, Алжир
- 1972 — Будівля трудової ради Бобіньї, Франція — аудиторія.
- 1975 — штаб-квартира Fata Engineering, Pianezza, Турин, Італія .
- 1981 — Острів відпочинку в Абу-Дабі
- 1981 — Штаб-квартира Cartiere Burgo, Сан-Мауро-Торинезе, Турин, Італія
- 1982 — Інтегрований центр громадської освіти — система державних шкіл CIEP
- 1982 — Культурний центр «Вулкан», Гавр
- 1983 — Самбадрому Ріо-де-Жанейро.
- 1983 — Площа Апофеозу в кінці вулиці Маркіза де Сапукаї, Ріо-де-Жанейро
- 1985 — Пантеон свободи та демократії

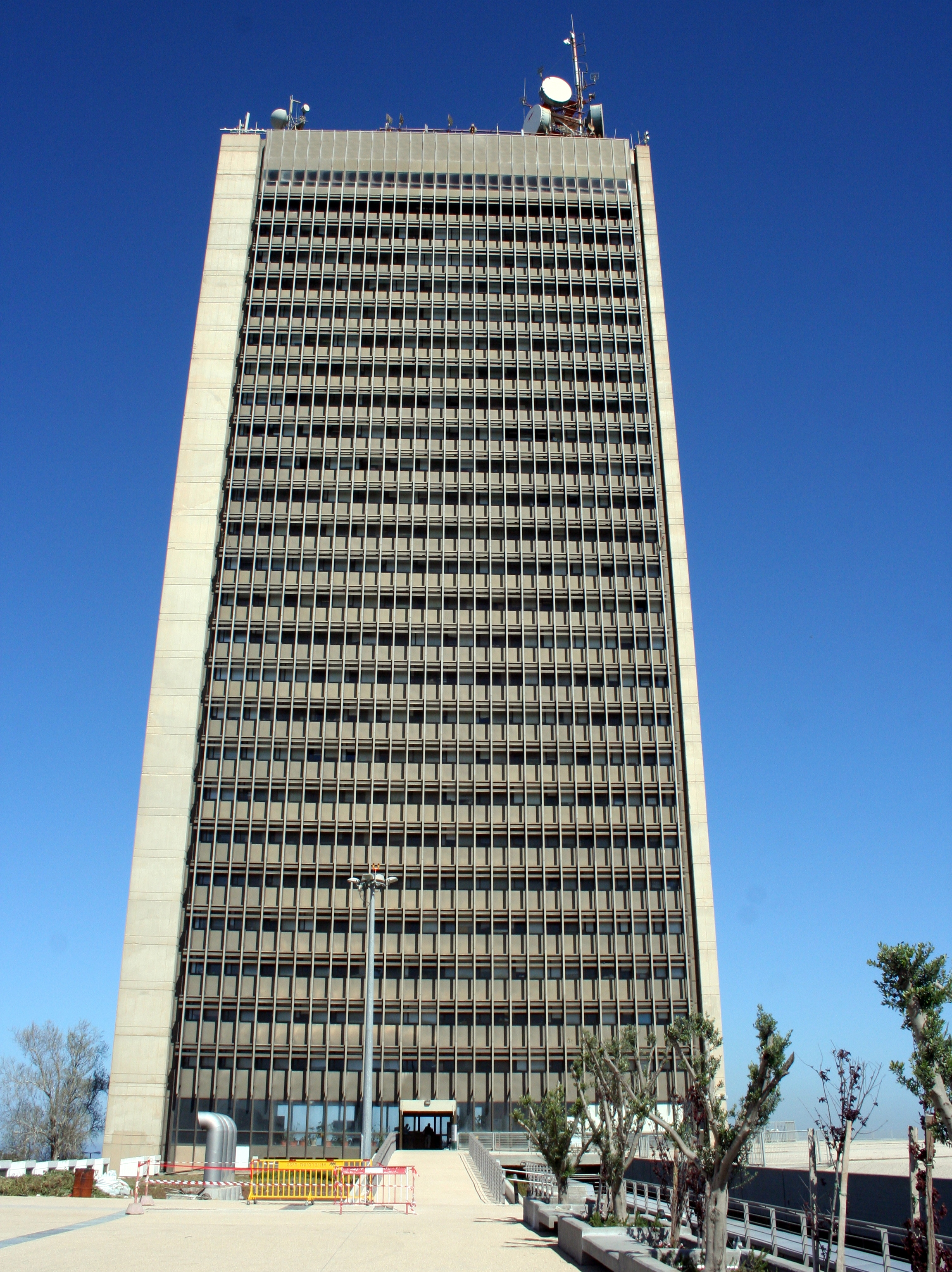
Хайфський університет, Ізраїль, 1963
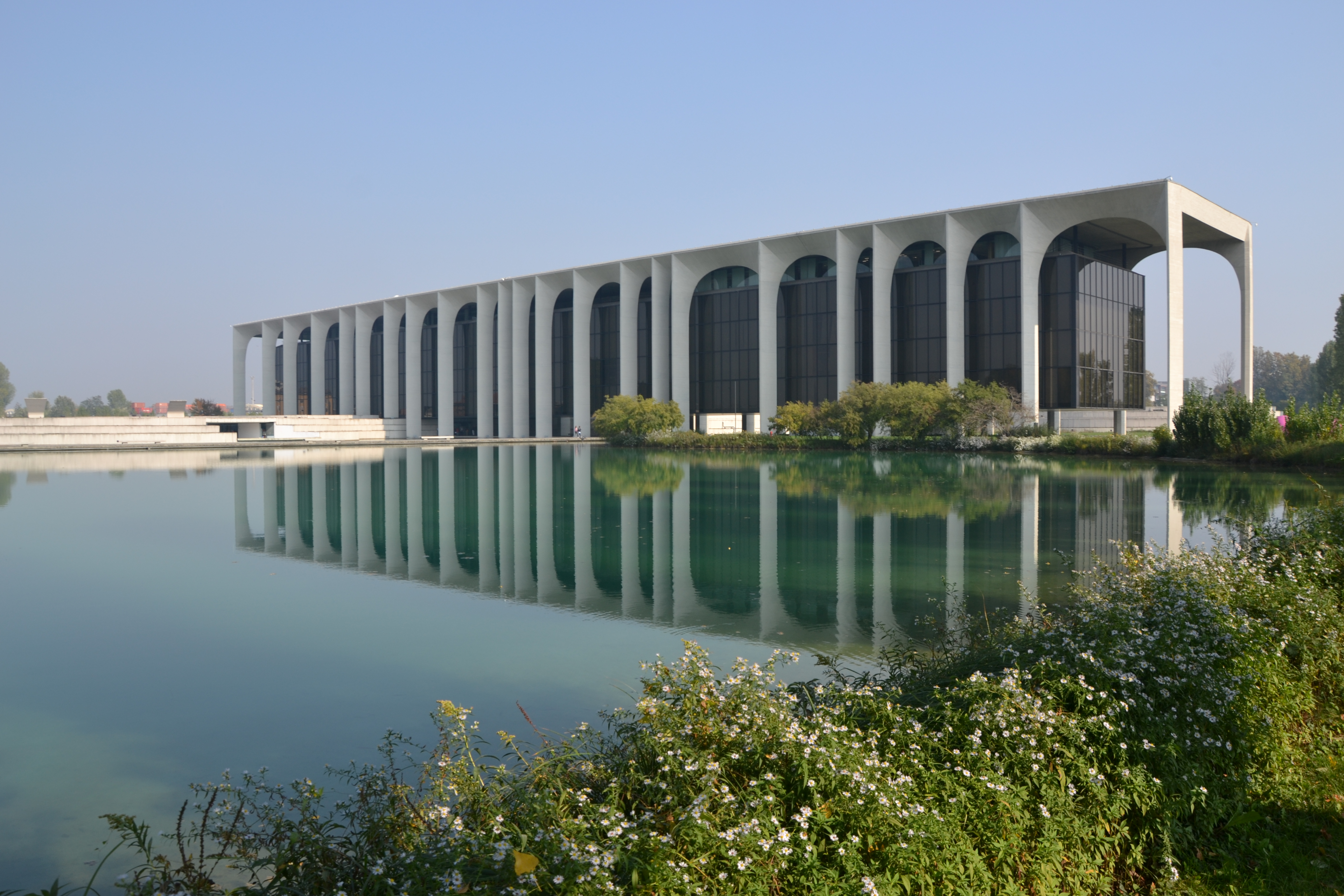
Штаб-квартира видавництва Mondadori, Мілан, Італія
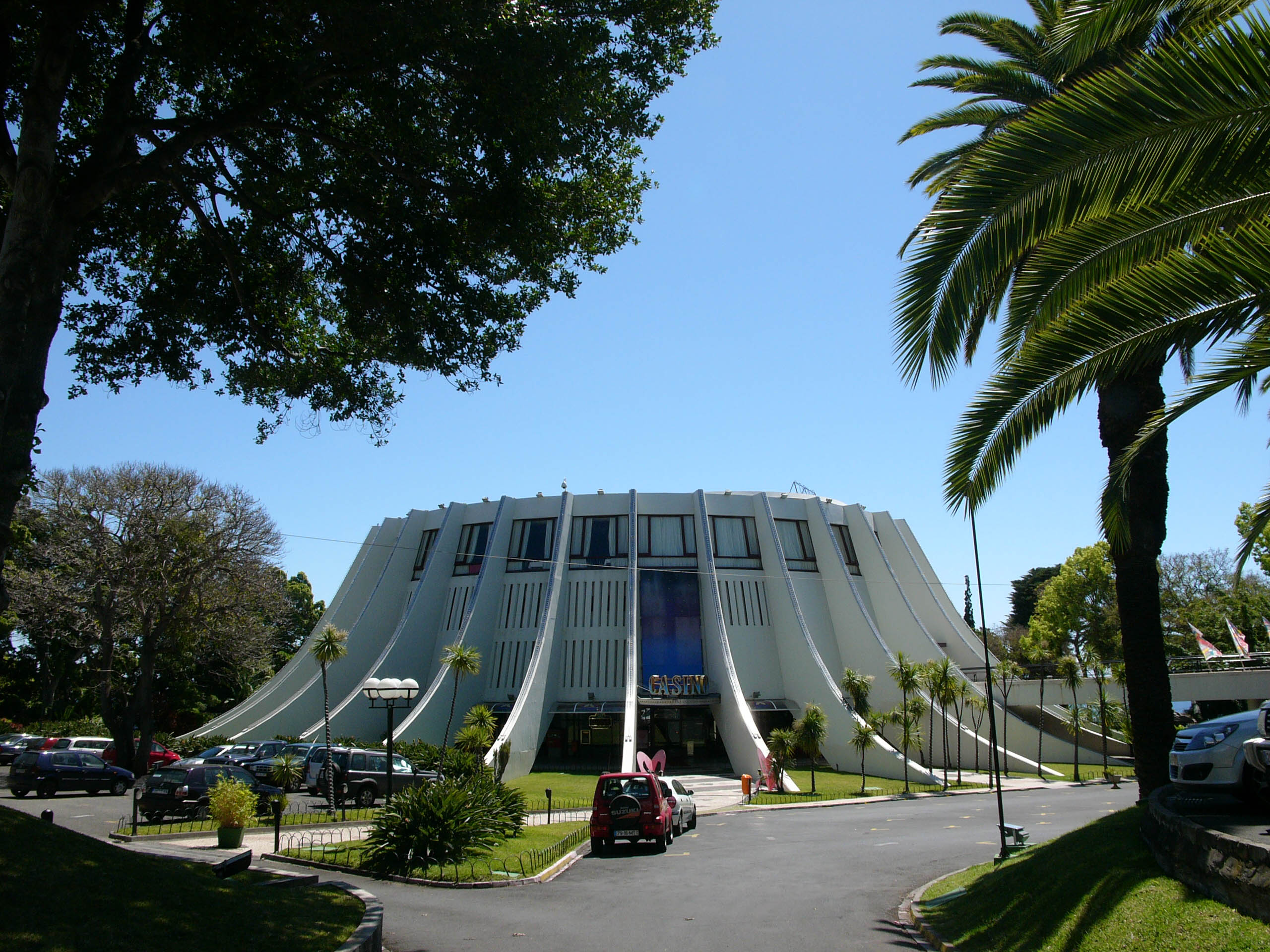
Казино да Мадейра, Португалія, 1976 рік
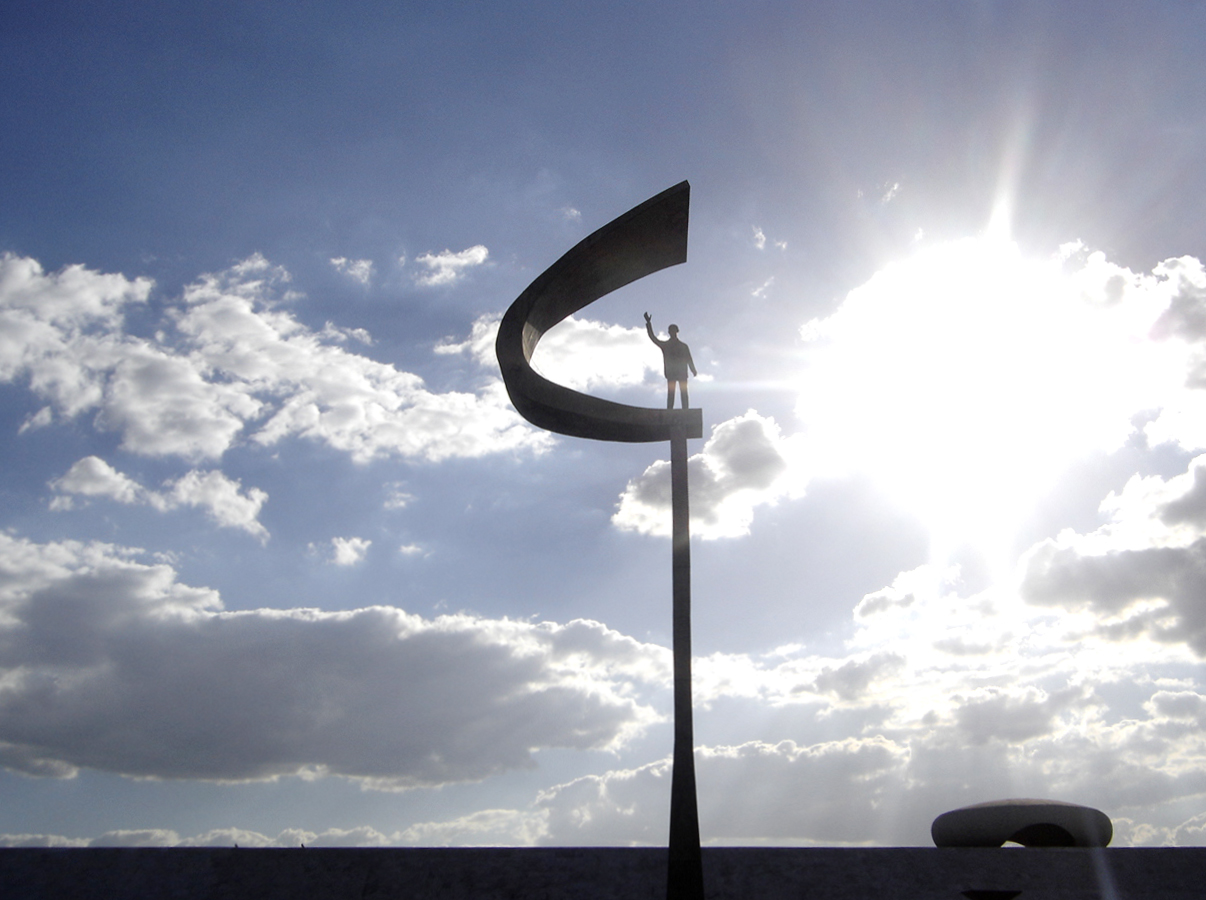
Меморіал Я.К., 1980

## Повернення до Бразилії (1985—2012)
- 1987—1989 — Латиноамериканський меморіал у Сан-Паулу
- 1988 — Автобусний термінал Лондріна у Лондріні, Парана
- 1991—1996 — Музей сучасного мистецтва у Нітерої, Ріо-де-Жанейро
- 1991 — Латиноамериканський парламент у Сан-Паулу
- 1993 — Самбадром Анхембі у Сан-Паулу
- 1997 — Театр, музеї, ресторан, сільська площа
- 1999—2005 — Аудиторія у парку Ібірапуера, Сан-Паулу
- 2000—2010 — Амальфітанське узбережжя, Італія[1]
- 2001—2002 — Музей Оскара Німейєра в Куритибі, Парана
- 2003 — галерея у Лондоні
- 2004 — Дамба в Бразилії
- 2005 — Дамба в Парагваї
- 2006—2011 — Міжнародний культурний центр Оскара Німейєра в Князівстві Астурія, Іспанія
- 2006 — Міський парк у Наталі, Ріо-Гранді-ду-Норті
- 2006—2008 — станція в Жоао Пессоа, Параіба
- 2007 — Популярний театр в Нітерої, Ріо-де-Жанейро
- 2007 — Культурний центр у Вальпараїсо, Чилі
- 2007 — Університет інформаційних наук у Гавані, Куба
- 2008 –Музейв Аргентині
- 2012 — Музей популярного мистецтва Параїби (музей) у Кампіна-Гранде, Параїба

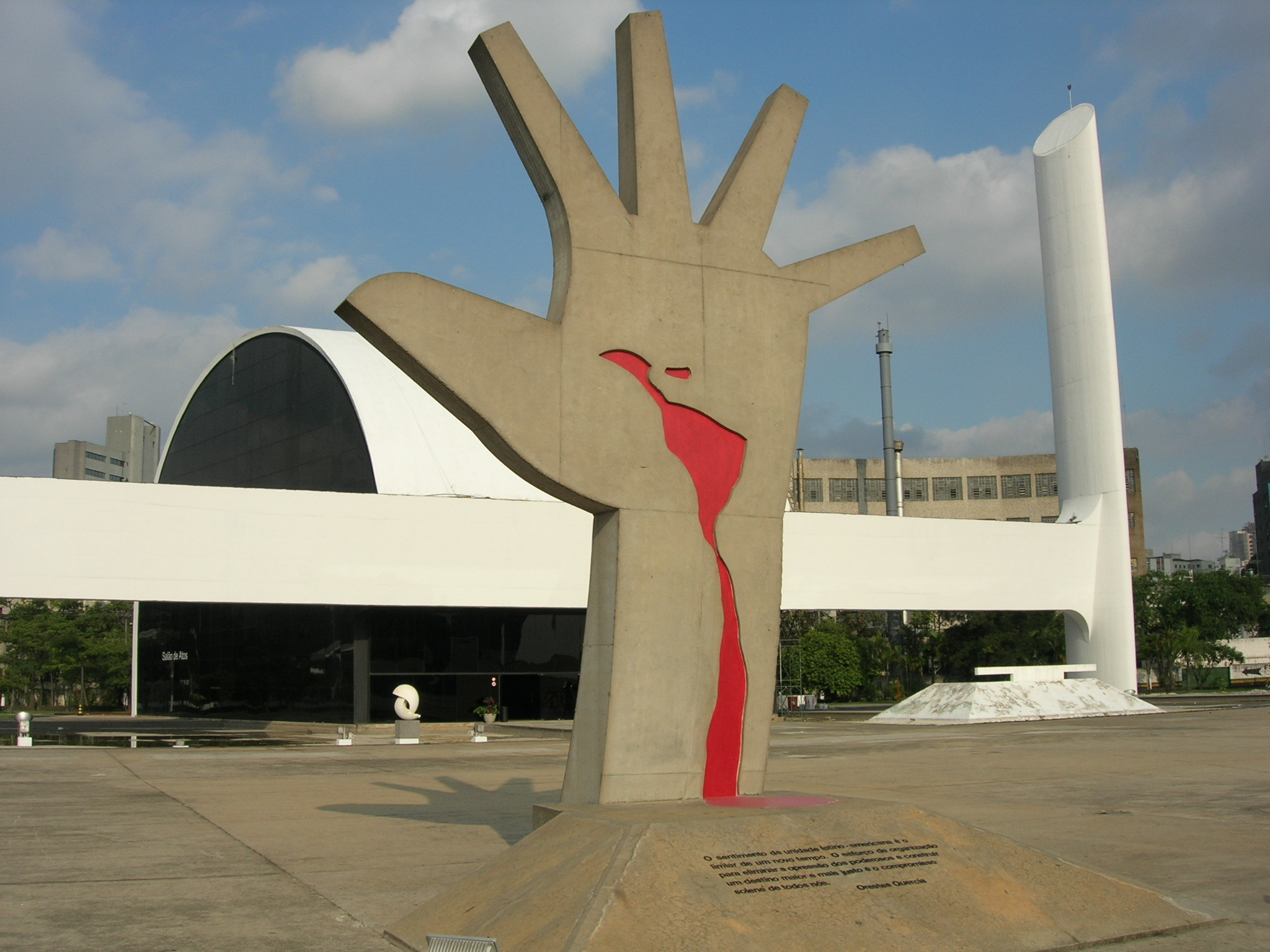
Латиноамериканський меморіал, Сан-Паулу, 1987–89
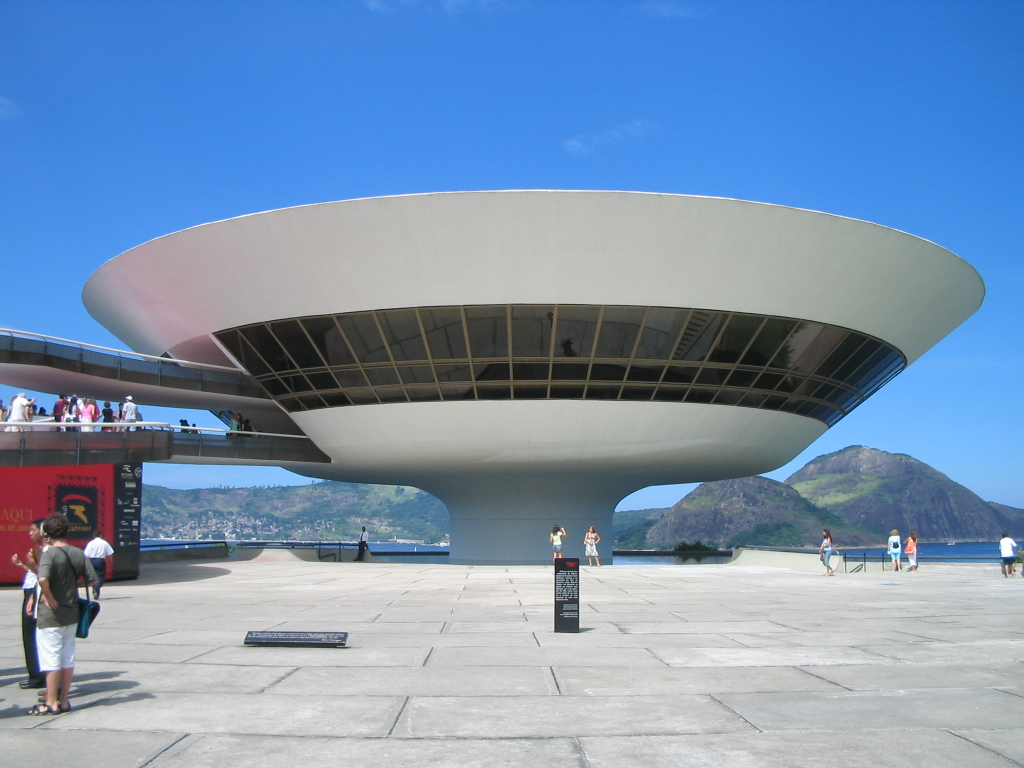
Музей сучасного мистецтва Нітерої, Нітерой, 1991–96
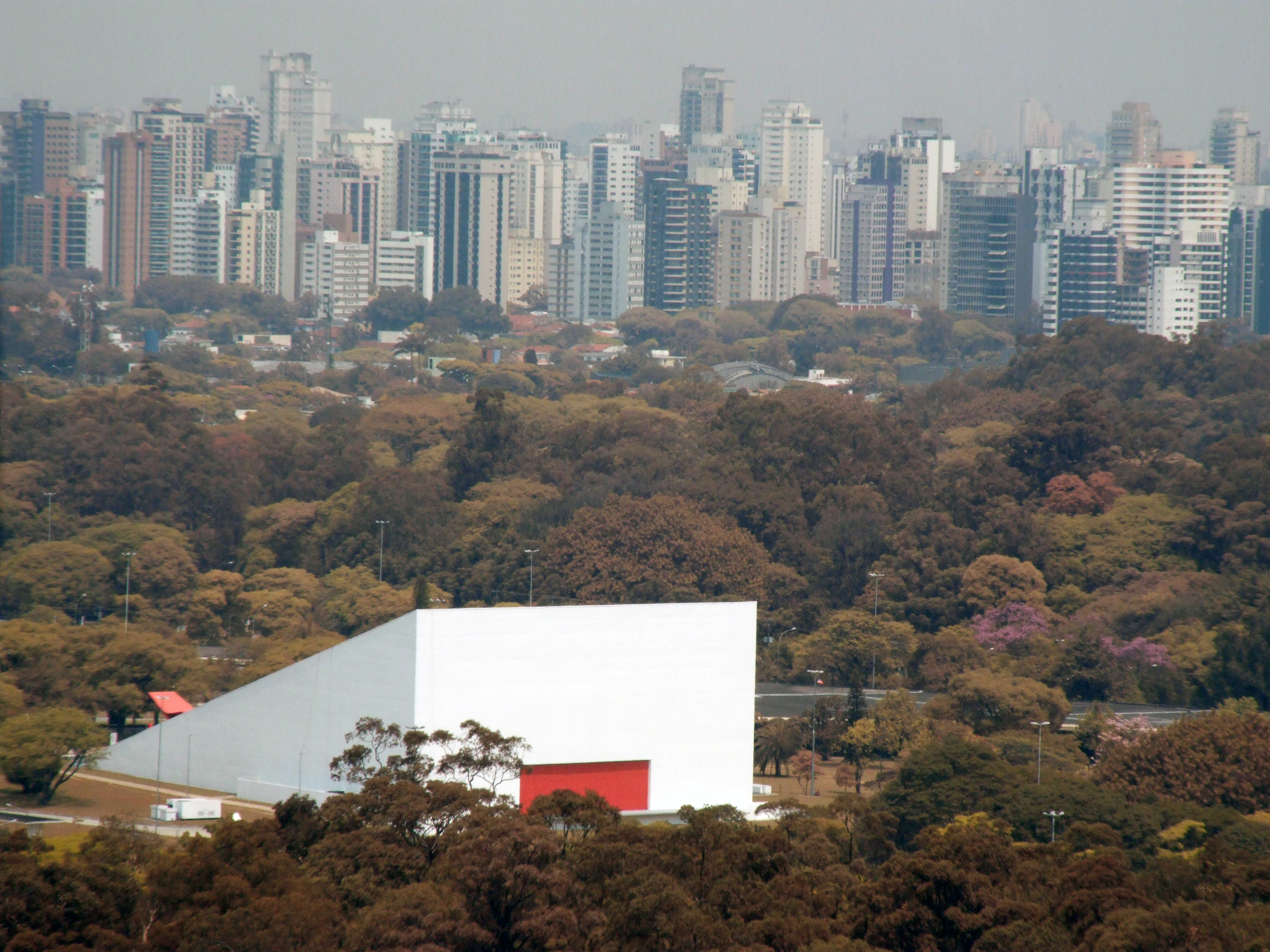
Аудиторія Ібірапуера, Сан-Паулу, 1999-2005
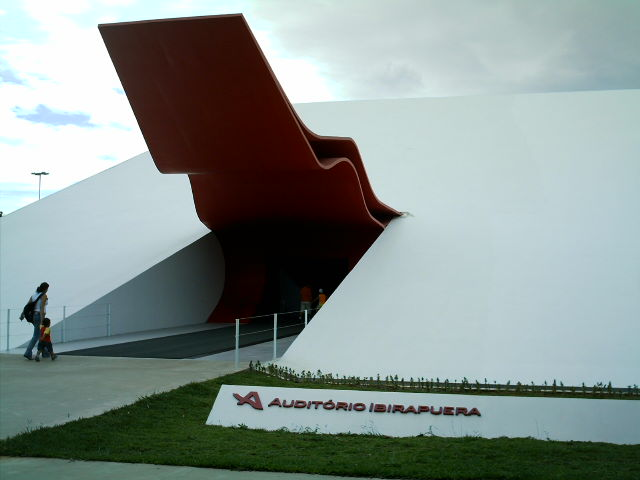
Аудиторія Ібірапуера, Сан-Паулу, 1999-2005
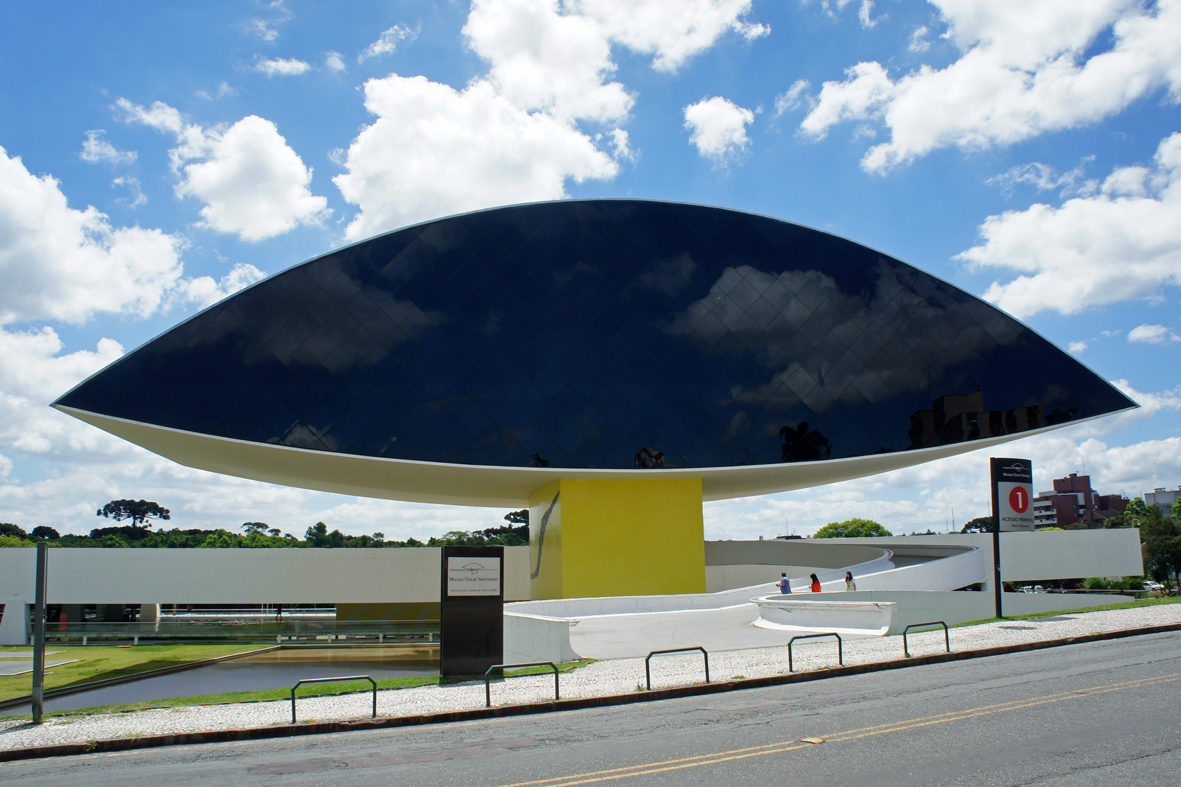
Музей Оскара Німейєра, Куритиба, 2001–2002
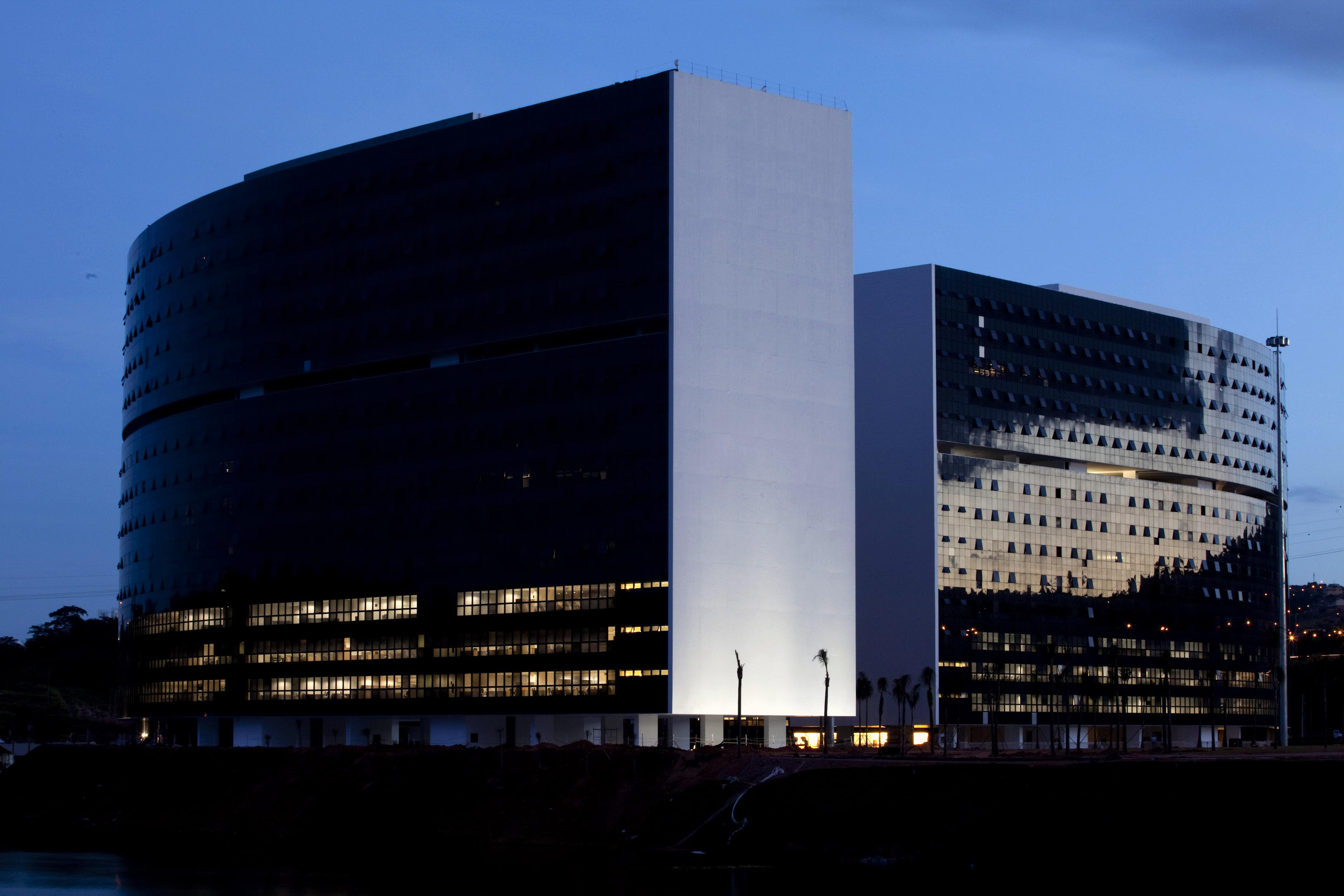
Державна адміністративна міська будівля, Мінас-Жерайс, 2003–10
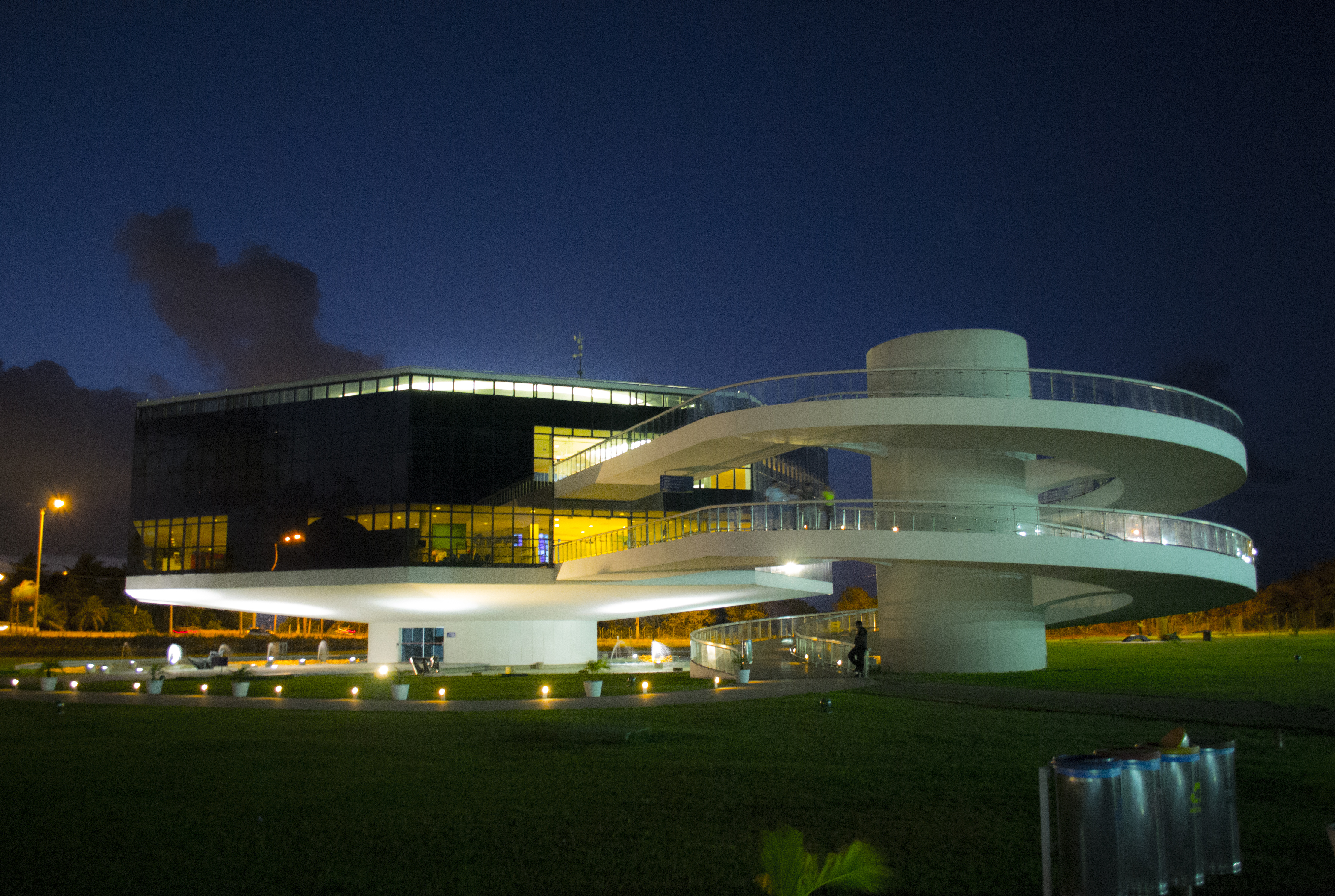
Estação Cabo Branco, 2006–08
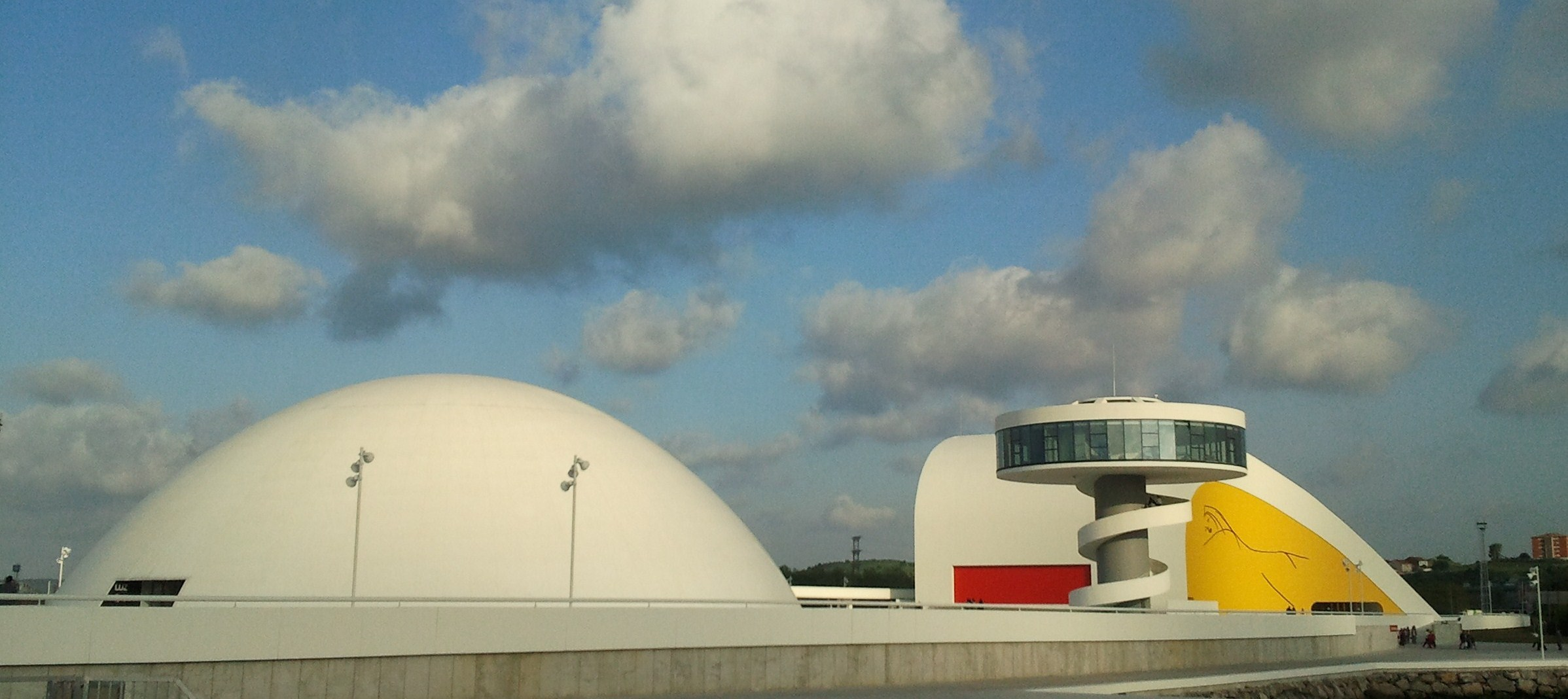
Centro Niemeyer, Іспанія, 2006–11
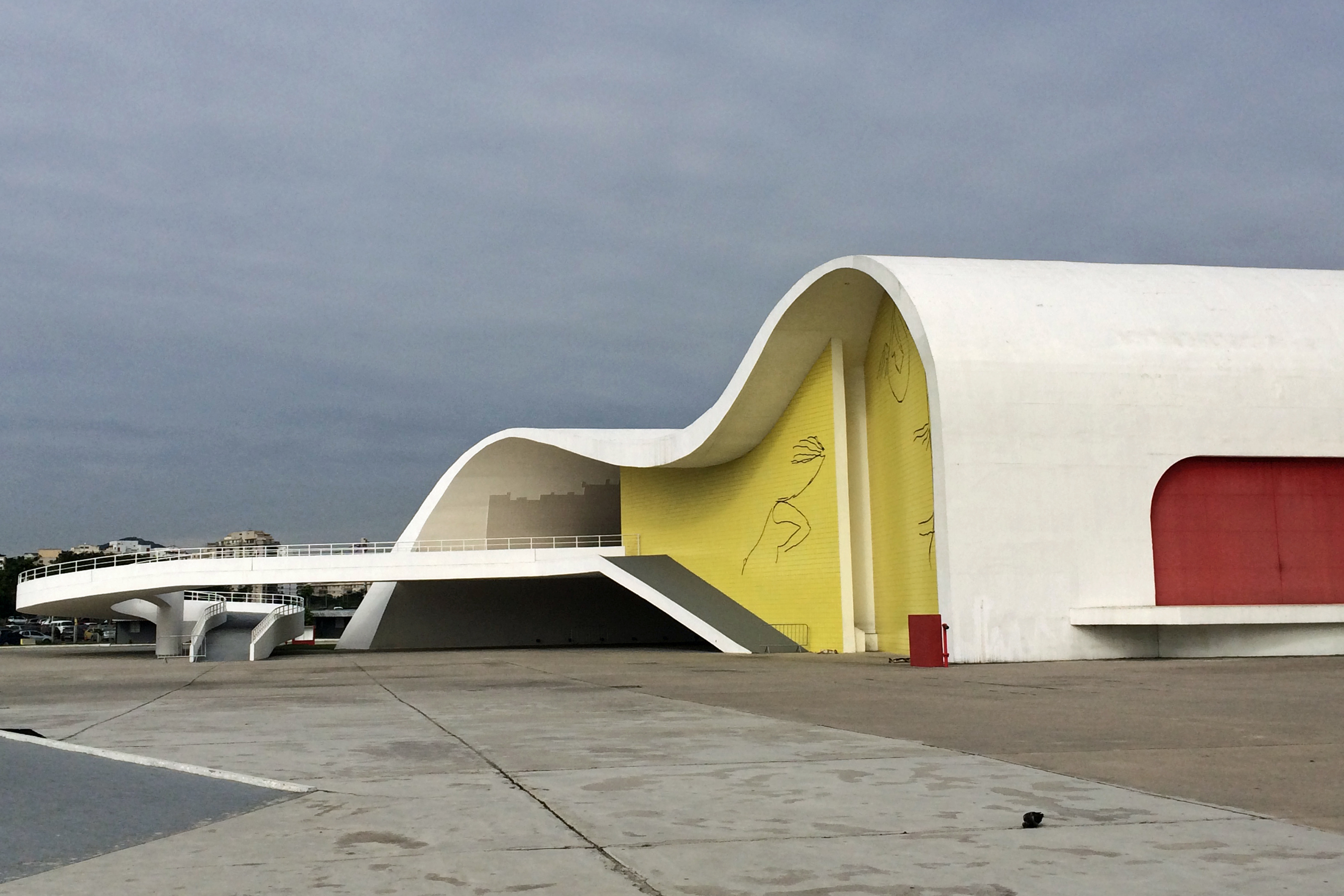
Популярний театр Нітерої, Нітерой, 2007